# Nowy Sącz
Nowy Sącz – miasto na prawach powiatu w Polsce, położone w województwie małopolskim, siedziba ziemskiego powiatu nowosądeckiego. Trzecie pod względem liczby mieszkańców i piąte pod względem powierzchni miasto w województwie małopolskim i największe miasto Beskidu Sądeckiego, stolica Sądecczyzny. Jedno z najstarszych miast w Małopolsce – lokowane 8 listopada 1292 roku jako miasto królewskie na ziemi krakowskiej.
Według danych GUS z 31 grudnia 2024 r., miasto było zamieszkiwane przez 79 821 osób.

## Geografia

### Położenie geograficzne
Nowy Sącz leży w płaskim dnie Kotliny Sądeckiej, na obszarze utworzonym przez zbiegi rzek Dunajca i Kamienicy. Miasto znajduje się na zróżnicowanej wysokości od 272 m n.p.m. (rejon Wielopola) do około 475 m n.p.m. (Wzgórze Majdan). Najstarsza część Nowego Sącza została ulokowana na płaskim wzniesieniu pomiędzy korytami obu rzek, co zapewniało naturalne walory obronne. To strategiczne położenie sprawiło, że król Wacław II wybrał to miejsce na założenie miasta. Dawniej wzgórze miejskie przecięte było licznymi parowami, pełniącymi funkcję dodatkowych fos, które obecnie zostały zasypane. Lokalizacja miasta w Kotlinie Sądeckiej powoduje jego częściową izolację od innych miast, jednak dzięki przebiegającemu tędy szlakowi handlowemu prowadzącego na południe Europy, Nowy Sącz już w średniowieczu stał się jako ważny punkt wymiany handlowej, szczególnie z Węgrami. 
Miasto otaczają masywy górskie: od południa Beskid Sądecki, od zachodu Beskid Wyspowy, na wschodzie wąski pas Beskidu Niskiego, a od północy Pogórze Rożnowskie. W niewielkiej odległości znajduje się Jezioro Rożnowskie. 
Do reformy administracyjnej w 1998 roku Nowy Sącz był stolicą województwa nowosądeckiego. W latach 1973-1977 pełnił siedzibę gminy wiejskiej Nowy Sącz oraz 1969-1972 gromady Nowy Sącz. 
Ze względu na położenie geograficzne naturalna wentylacja miasta jest ograniczona, co powoduje problemy z jakością powietrza. W sezonie grzewczym często występuje smog. Według raportu Światowej Organizacji Zdrowia (WHO) w 2016 roku, Nowy Sącz został sklasyfikowany jako jedno z najbardziej zanieczyszczonych miast Unii Europejskiej zajmując 14. miejsce. 

### Dane liczbowe
- Powierzchnia miasta: 57,6 km²
- Najwyższy punkt: wzgórze Majdan – ok. 475 m n.p.m.
- Najniższy punkt: Wielopole – 272 m n.p.m.
- Obwód miasta: 42,3 km
- Długość ulic: 230 km
- Długość rzek: 18 km

### Klimat
| \| I \| II \| III \| IV \| V \| VI \| VII \| VIII \| IX \| X \| XI \| XII \| \| 1.3 46 -0 \| 1.1 50 3 \| 1.4 64 14 \| 2.1 73 27 \| 3.1 79 32 \| 4.3 84 39 \| 4.3 88 45 \| 3.7 86 41 \| 2.2 82 34 \| 1.5 73 28 \| 1.6 61 18 \| 1.6 52 5 \| \| Temperatury w °F Opad całkowity w calach \| \| \| \| \| \| \| \| \| \| \| \| |          |           |           |           |           |           |           |           |           |           |          |
| I | II       | III       | IV        | V         | VI        | VII       | VIII      | IX        | X         | XI        | XII      |
| 1.3 46 -0 | 1.1 50 3 | 1.4 64 14 | 2.1 73 27 | 3.1 79 32 | 4.3 84 39 | 4.3 88 45 | 3.7 86 41 | 2.2 82 34 | 1.5 73 28 | 1.6 61 18 | 1.6 52 5 |
| Temperatury w °F Opad całkowity w calach |          |           |           |           |           |           |           |           |           |           |          |

| I                                        | II       | III       | IV        | V         | VI        | VII       | VIII      | IX        | X         | XI        | XII      |
| 1.3 46 -0                                | 1.1 50 3 | 1.4 64 14 | 2.1 73 27 | 3.1 79 32 | 4.3 84 39 | 4.3 88 45 | 3.7 86 41 | 2.2 82 34 | 1.5 73 28 | 1.6 61 18 | 1.6 52 5 |
| Temperatury w °F Opad całkowity w calach |          |           |           |           |           |           |           |           |           |           |          |

## Osiedla
Zgodnie ze Statutem Nowego Sącza w mieście wyznaczono 25 jednostek pomocniczych gminy zwanych osiedlami:
| Lp. | Osiedle          | Powierzchnia [km²] | Liczba mieszkańców (31.12.2018) | Gęstość zaludnienia [os./km²] |
| --- | ---------------- | ------------------ | ------------------------------- | ----------------------------- |
| 1.  | Barskie          | 0,38               | 5867                            | 15439                         |
| 2.  | Biegonice        | 6,23               | 1449                            | 233                           |
| 3.  | Centrum          | 0,43               | 1657                            | 3853                          |
| 4.  | Chruślice        | 1,03               | 691                             | 671                           |
| 5.  | Dąbrówka         | 4,05               | 1954                            | 482                           |
| 6.  | Falkowa          | 4,62               | 1440                            | 312                           |
| 7.  | Gołąbkowice      | 1,99               | 4146                            | 2083                          |
| 8.  | Gorzków          | 1,55               | 3704                            | 2390                          |
| 9.  | Helena           | 4,46               | 4477                            | 1004                          |
| 10. | Kaduk            | 1,57               | 3163                            | 2015                          |
| 11. | Kilińskiego      | 0,46               | 653                             | 1420                          |
| 12. | Kochanowskiego   | 3,44               | 6284                            | 1827                          |
| 13. | Millenium        | 0,24               | 4206                            | 17525                         |
| 14. | Nawojowska       | 2,61               | 4486                            | 1719                          |
| 15. | Piątkowa         | 2,08               | 1763                            | 848                           |
| 16. | Poręba Mała      | 5,13               | 2605                            | 508                           |
| 17. | Przetakówka      | 2,47               | 4121                            | 1668                          |
| 18. | Przydworcowe     | 0,30               | 3467                            | 11557                         |
| 19. | Stare Miasto     | 0,82               | 2239                            | 2730                          |
| 20. | Szujskiego       | 0,60               | 4398                            | 7330                          |
| 21. | Westerplatte     | 0,27               | 3271                            | 12115                         |
| 22. | Wojska Polskiego | 0,99               | 6707                            | 6775                          |
| 23. | Wólki            | 3,19               | 3554                            | 1114                          |
| 24. | Zabełcze         | 3,55               | 1211                            | 341                           |
| 25. | Zawada           | 5,05               | 4844                            | 959                           |

## Toponimia
Początkowo osada w miejscu dzisiejszego Nowego Sącza nosiła nazwę Kamienica.
Nazwa miasta aktem lokacyjnym nadanym przez Wacława II, została przeniesiona z sąsiadującego Sandecz – Sącza (dzisiaj Starego Sącza).

Aby odróżnić od poprzedniego miasta, dodano przymiotnik „Nowy”, a miasto zaczęło nosić nazwę „Nova Sandecz”.

## Historia[8]

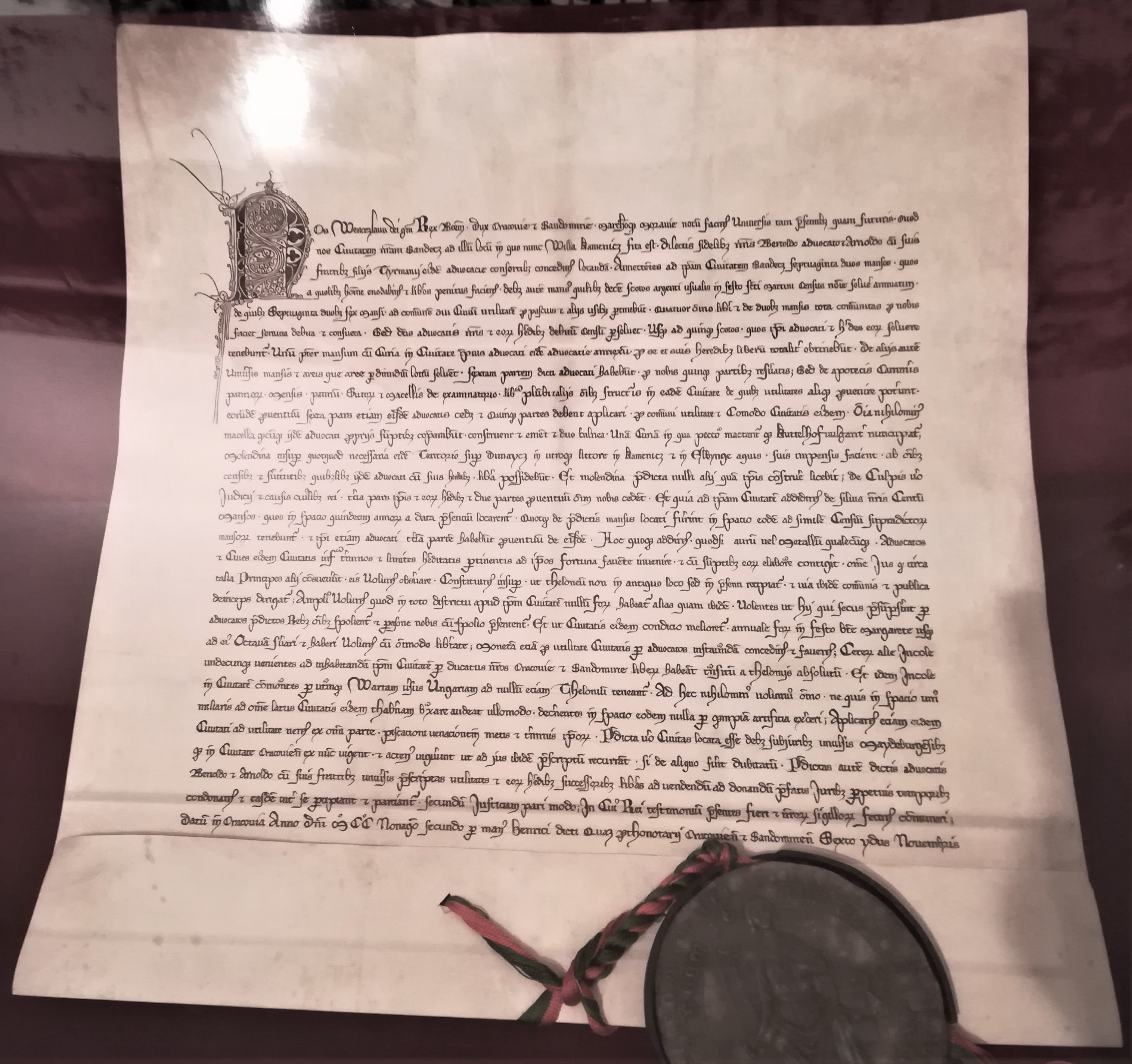
Rekonstrukcja dokumentu lokacyjnego Nowego Sącza wydanego przez Wacława II 8 listopada 1292

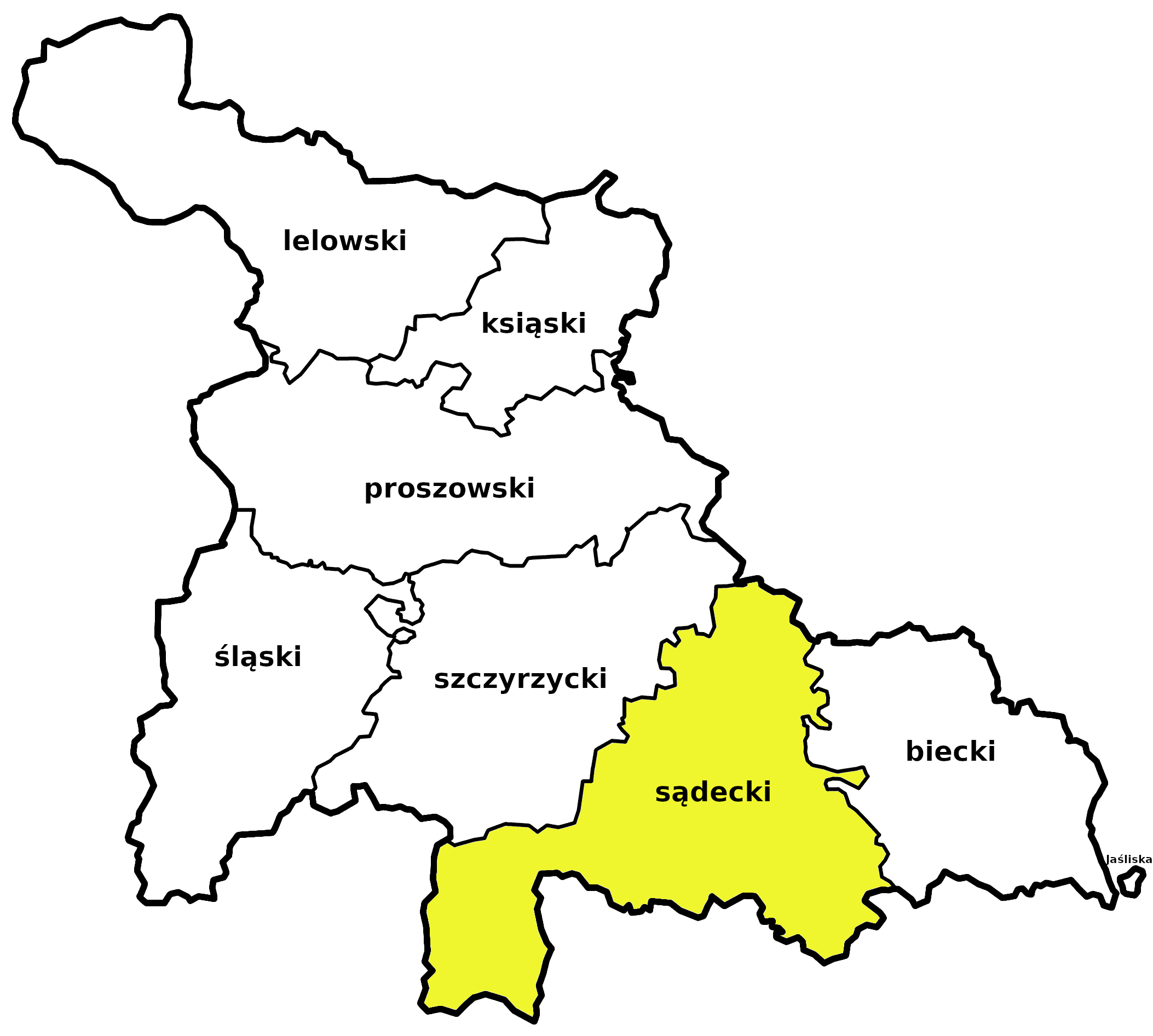
Powiat sądecki na mapie województwa krakowskiego w I Rzeczypospolitej

W XIII wieku na terenie dzisiejszego miasta powstała wieś Kamienica, która od 1280 r. była własnością biskupa krakowskiego. Za sprawą biskupa Pawła z Przemankowa Nowy Sącz został lokowany 8 listopada 1292 na mocy dokumentu wydanego przez króla czeskiego Wacława II. Było to jedyne miasto, które zostało założone na kontrolowanych przez niego ziemiach polskich. Miejscowość zawdzięczała szybki rozwój licznym przywilejom oraz położeniu na szlaku handlowym na Węgry. W XIV w. – za panowania Kazimierza Wielkiego – wybudowany został zamek i mury obronne. W zamku sądeckim odbywały się liczne spotkania polskich władców z władcami innych narodów. W 1409 król Władysław Jagiełło oraz książę litewski Witold układali tutaj plany wojny z zakonem krzyżackim. W średniowieczu miasto kilkakrotnie nawiedzały powodzie, pożary oraz epidemie, co częściowo zahamowało jego rozwój. Od początku panowania Jagiellonów aż do rozbiorów miasto było siedzibą sądów szlacheckich: ziemskiego i grodzkiego.
W 1554 roku Nowy Sącz uzyskał prawo składu.
W XVI i XVII w. w okolicach Nowego Sącza rozwijali działalność bracia polscy (m.in. Jonasz i Wespazjan Schlichtyngowie). W mieście w latach 1556–1616 funkcjonowały szkoła i zbór ariański ukierunkowane na dyteizm.
13 grudnia 1655 mieszczanie sądeccy, pod dowództwem braci Wąsowiczów i przy wsparciu oddziałów Gabriela Wojniłłowicza, uwolnili miasto (jako jedno z pierwszych w Rzeczypospolitej) od najeźdźców szwedzkich. Tym samym rozpoczął się zryw narodu polskiego przeciwko najeźdźcy z północy. Odwrót Szwedów spod Jasnej Góry rozpoczął się 13 dni po tym fakcie. 3 stycznia 1656 Król Jan Kazimierz przebywający w Krośnie, datował list z podziękowaniem dla ludności Nowego Sącza za obronę Polski. W 1683 leżący nieopodal Stary Sącz odwiedził Jan III Sobieski, powracający do kraju po zwycięskiej bitwie pod Wiedniem. Tam spotkał się ze swoją żoną – królową Marią Kazimierą.
W 1770, a więc jeszcze przed I rozbiorem Polski, Austria zaanektowała powiaty spiski, nowotarski i sądecki, w wyniku czego Nowy Sącz znalazł się w granicach Austrii w Galicji – urzędowa niemiecka nazwa miasta brzmiała Neu Sandez. W 1876 utworzono C.K. Warsztaty Kolejowe, a rok później oddano do użytku sądecki odcinek kolei tarnowsko-leluchowskiej. 3 lipca 1893 w Nowym Sączu powstał Związek Stronnictwa Chłopskiego (ZSCh) – pierwsza w Europie polityczna organizacja chłopska. Utworzona została przez Jana i Stanisława Potoczków.
W 1889 Nowy Sącz stał się gminą miejską. W 1912 jako w jednym z pierwszych miast w Polsce wybudowano w rekordowym tempie własną elektrownię. 11 marca po raz pierwszy zapaliły się lampy elektryczne.

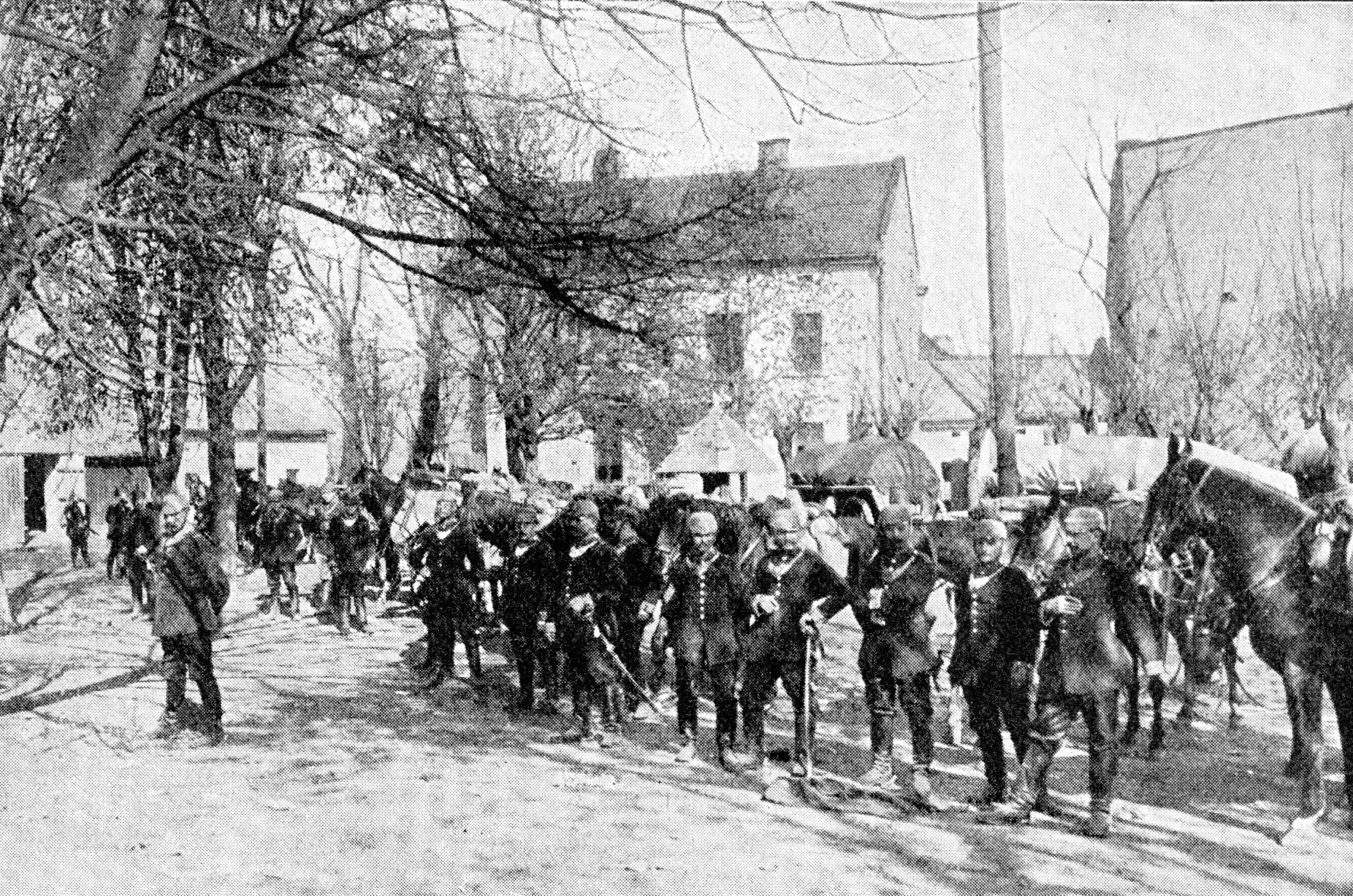
Niemiecka żandarmeria polowa w Nowym Sączu na wiosnę 1915 r.

Podczas I wojny światowej, w latach 1914–1915, miasto przejściowo okupowali Rosjanie, następnie ponownie zajęte zostało przez wojska państw centralnych. Wyzwolone w 1918 powróciło do odrodzonej Rzeczypospolitej. 31 października 1918 w Nowym Sączu (3 dni po powołaniu Polskiej Komisji Likwidacyjnej), po raz pierwszy w niepodległej Polsce, orkiestra oficjalnie odegrała Mazurka Dąbrowskiego, który później stał się hymnem państwowym.
21 czerwca 1934 na „starym cmentarzu” został pochowany minister spraw wewnętrznych gen. Bronisław Pieracki. W tym dniu Polskie Radio przeprowadziło pierwszą w historii bezpośrednią transmisję wydarzenia spoza Warszawy.
6 września 1939 Nowy Sącz został zajęty przez wojska niemieckie. W latach okupacji niemieckiej przez Nowy Sącz prowadziły szlaki przerzutu żołnierzy na Węgry do organizowanych we Francji, a potem Wielkiej Brytanii Polskich Sił Zbrojnych. 20 stycznia 1945, po trzydniowych walkach, do miasta wkroczyły jednostki 38 Armii (gen. płk. Kiryła Moskalenki) 4 Frontu Ukraińskiego. Poległym podczas zdobywania miasta żołnierzom radzieckim wzniesiono Pomnik Wdzięczności na kwaterze żołnierzy Armii Czerwonej na cmentarzu komunalnym oraz Pomnik Braterstwa Broni w Alei Wolności. Uchwałą Prezydium Krajowej Rady Narodowej z 6 września 1946 miasto Nowy Sącz zostało odznaczone Orderem Krzyża Grunwaldu III klasy za wydatny udział ludności w konspiracji w okresie okupacji.
6 kwietnia 1945 Ministerstwo Bezpieczeństwa Publicznego utworzyło Centralne Obozy Pracy dla byłych żołnierzy AK i podziemia niepodległościowego. Obóz pracy nr 143 powstał w Nowym Sączu.
W 1951 Nowy Sącz został uznany za miasto na prawach powiatu. W latach 1958–1975 miał miejsce tzw. „eksperyment sądecki”. W latach 1975–1998 był stolicą województwa nowosądeckiego. W wyniku reformy administracyjnej od 1 stycznia 1999 Nowy Sącz jest powiatem grodzkim, będąc jednocześnie siedzibą powiatu nowosądeckiego ziemskiego.
W 2017 z okazji 725. rocznicy lokacji miasta została wydana Nowa Encyklopedia Sądecka, której autorem jest Jerzy Leśniak. Encyklopedia na 1012 stronach zawiera biogramy osób związanych z Nowym Sączem, opisy obiektów historycznych i znaczących budynków użyteczności publicznej, szczegółowe opisy ważnych wydarzeń, jakie miały miejsce w Sądecczyźnie w ciągu ostatnich setek i dziesiątków lat. Integralną część stanowi bogata ikonografia dobrze zespolona z tekstem  słownym.

## Demografia
Największą populację Nowy Sącz odnotował w 2005 r. – według danych GUS 84 729 mieszkańców.
Wskaźnik dzietności w Nowym Sączu w 2016 na 1000 urodzeń żywych, wynosiła 11,7 według danych GUS z 2017 r.

## Zabytki

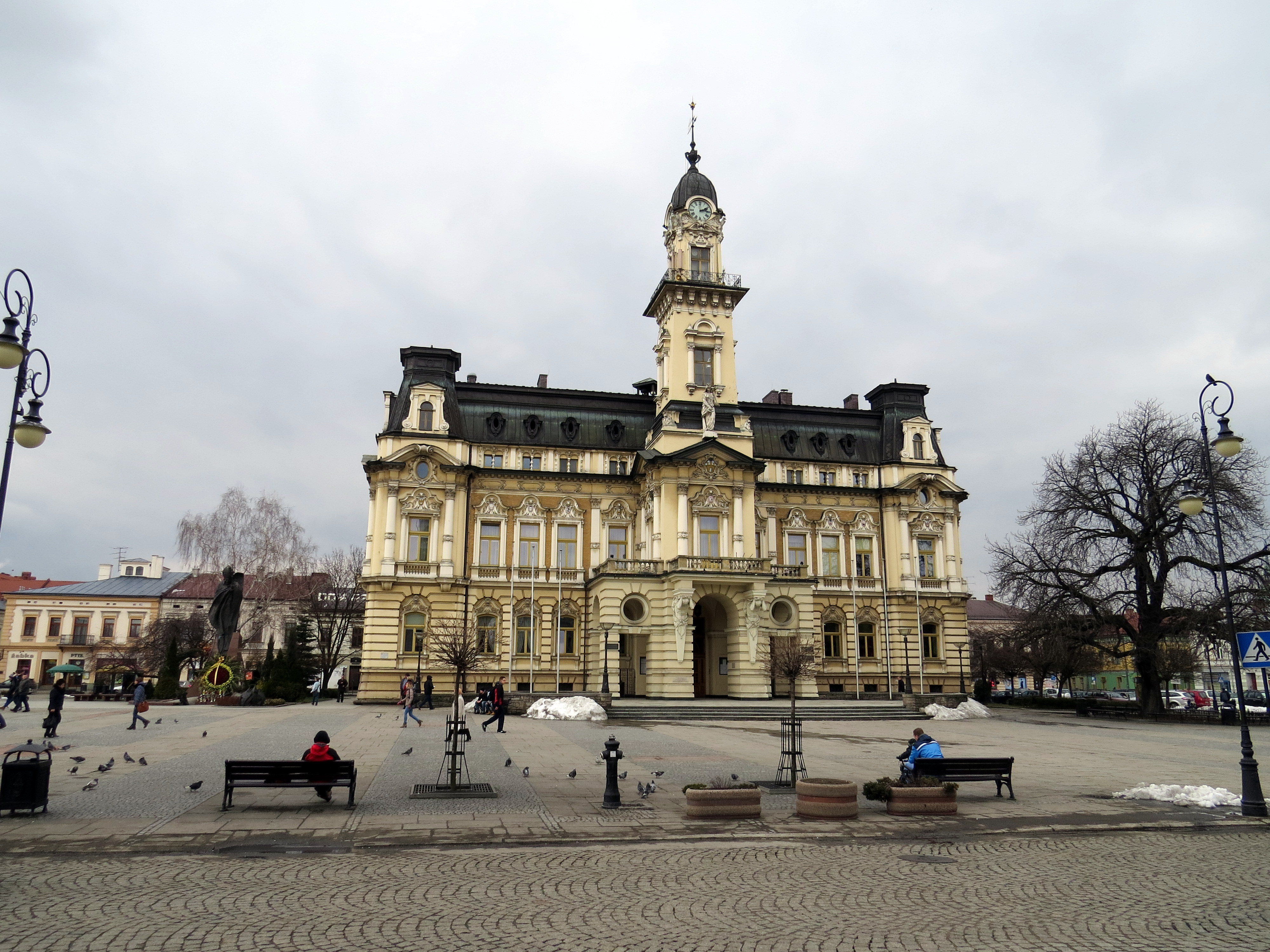
Rynek i ratusz

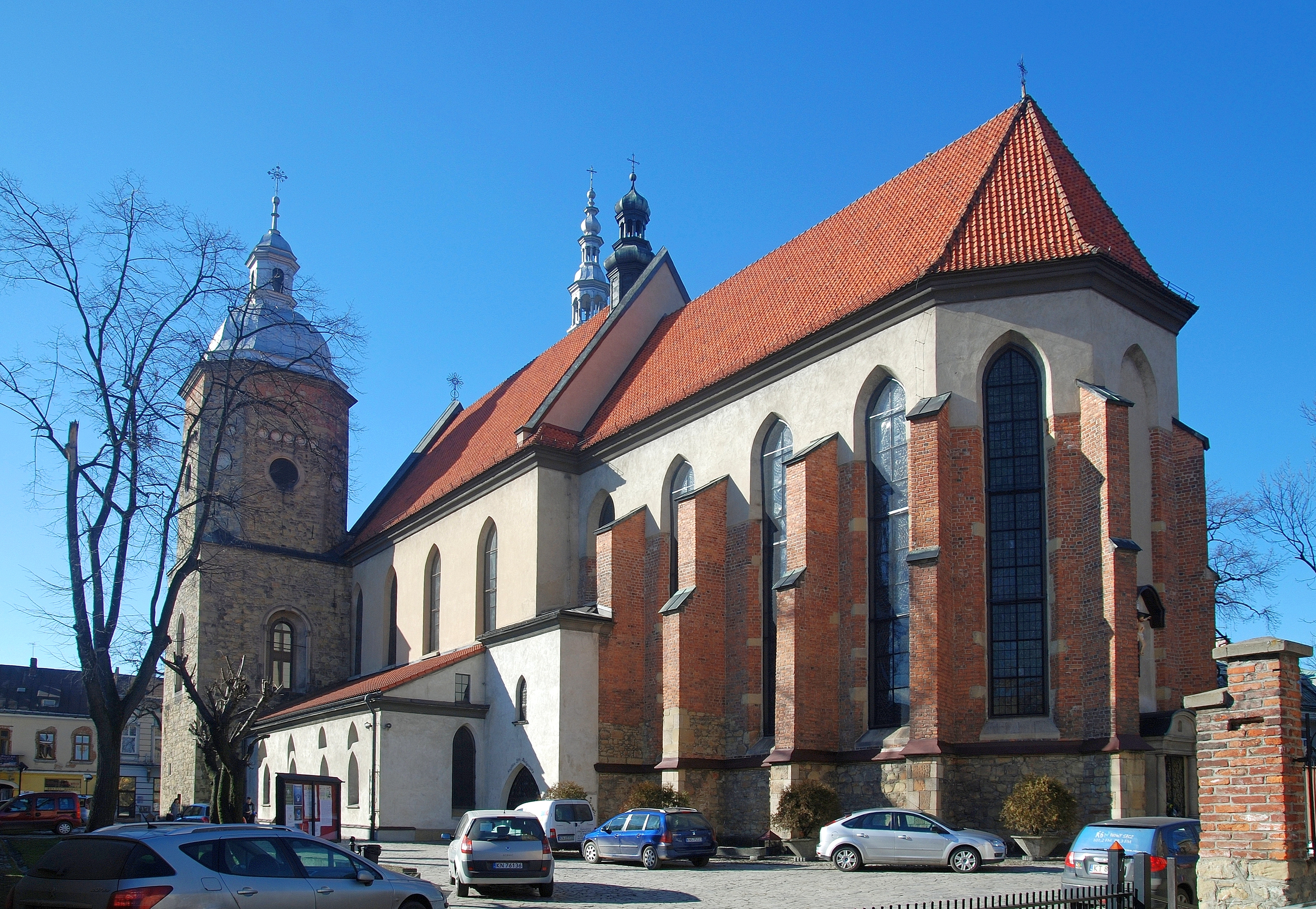
Bazylika kolegiacka św. Małgorzaty

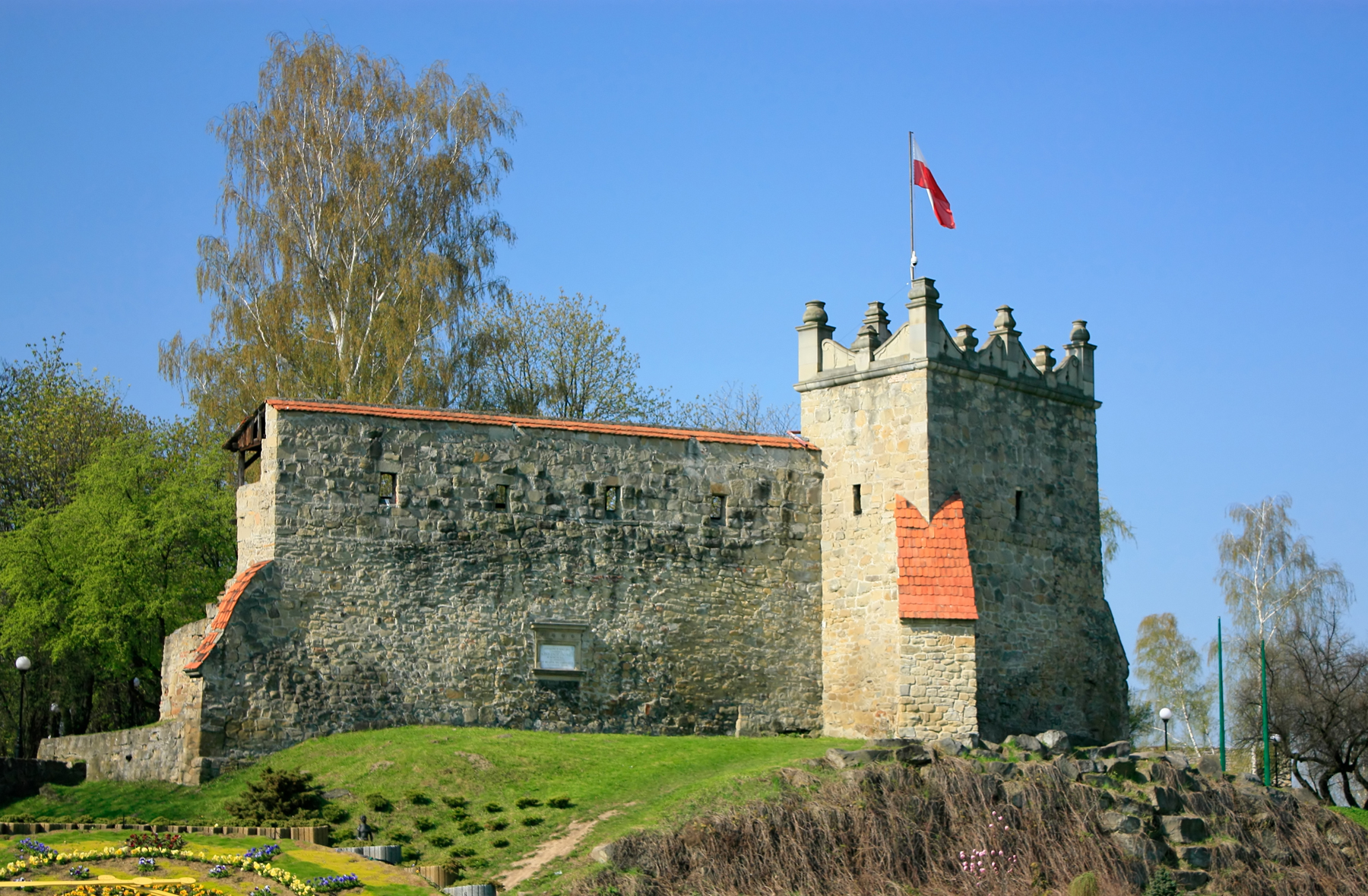
Ruiny Zamku Królewskiego

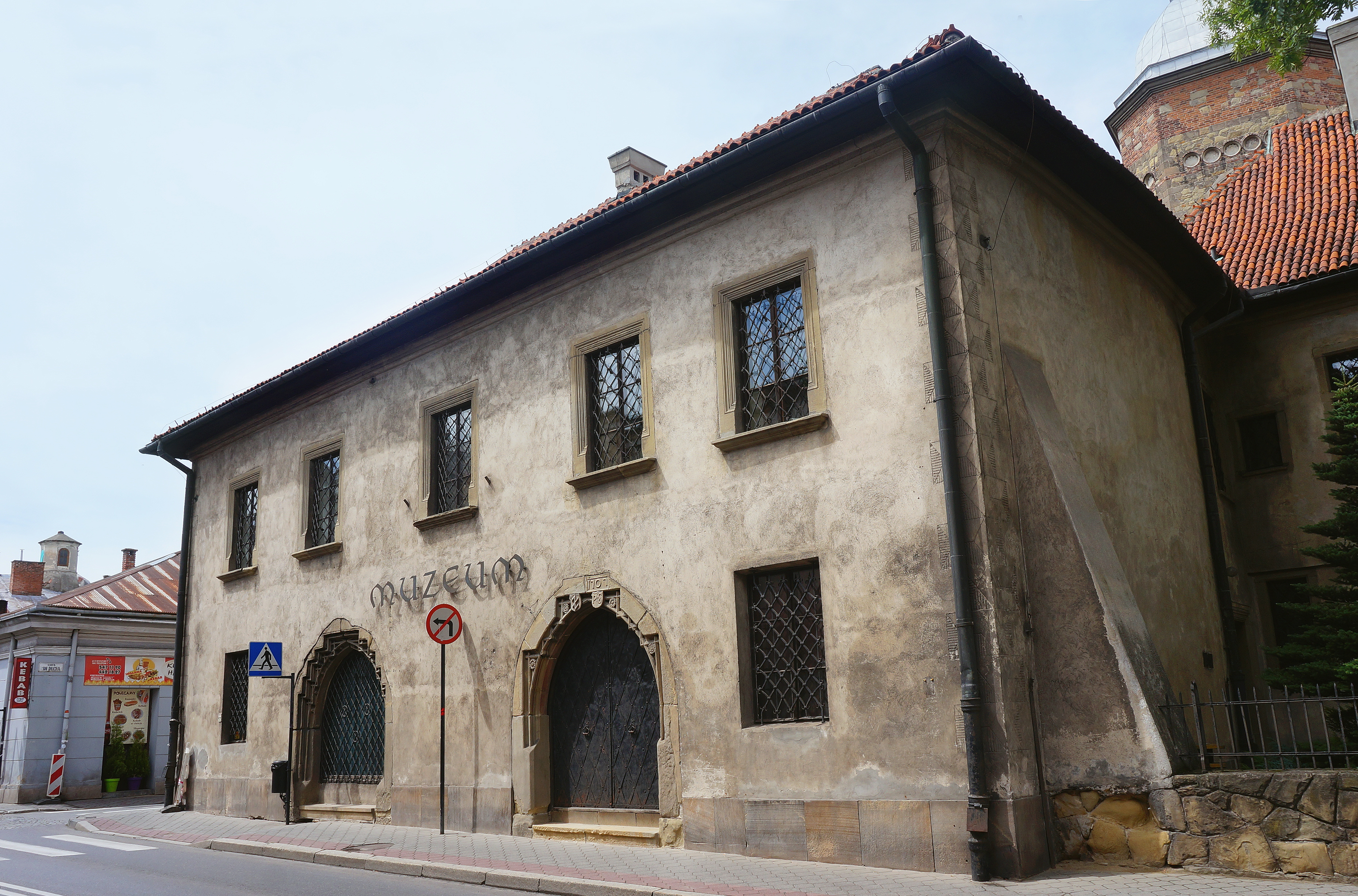
Dom Gotycki

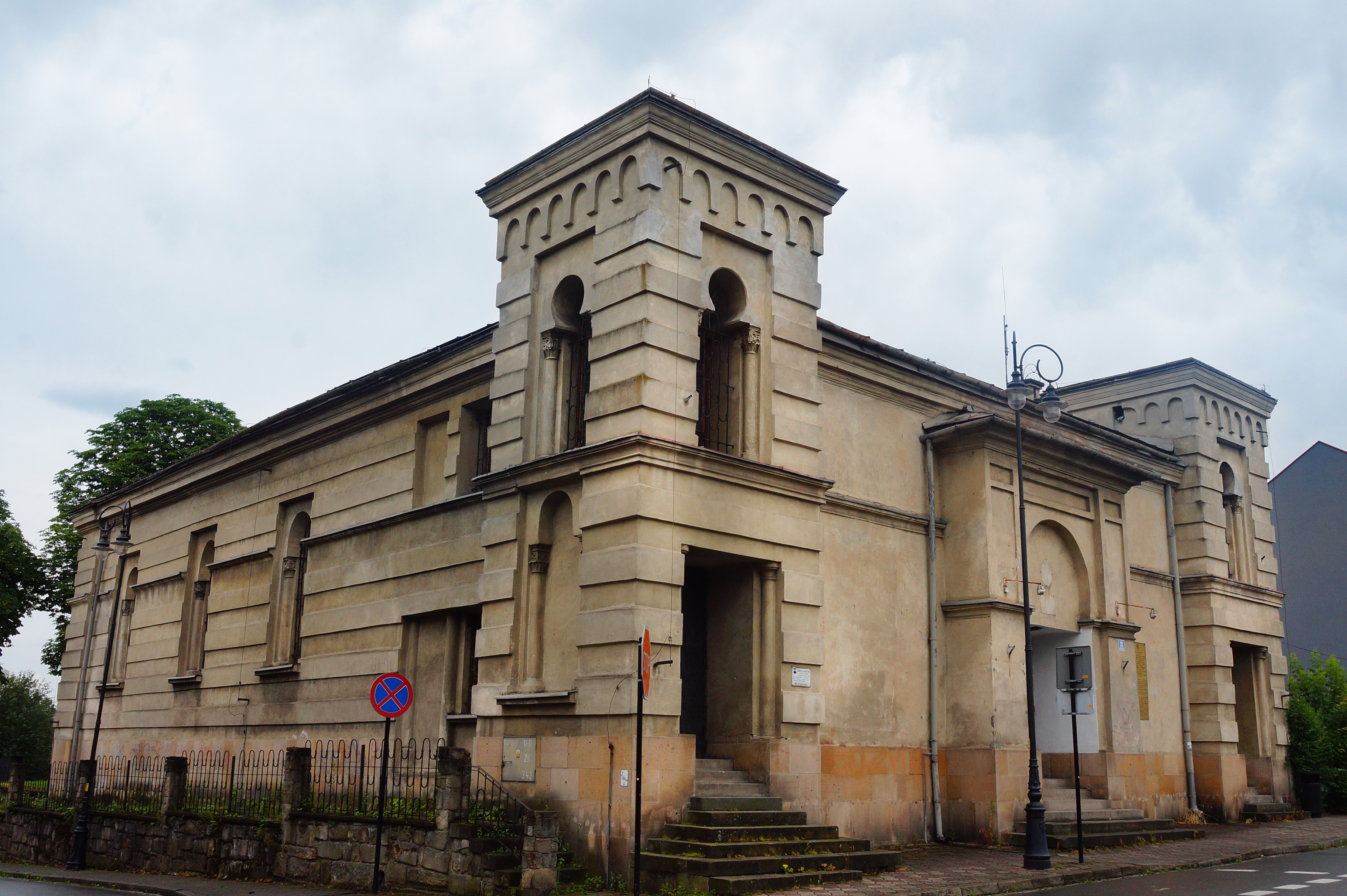
Synagoga w Nowym Sączu

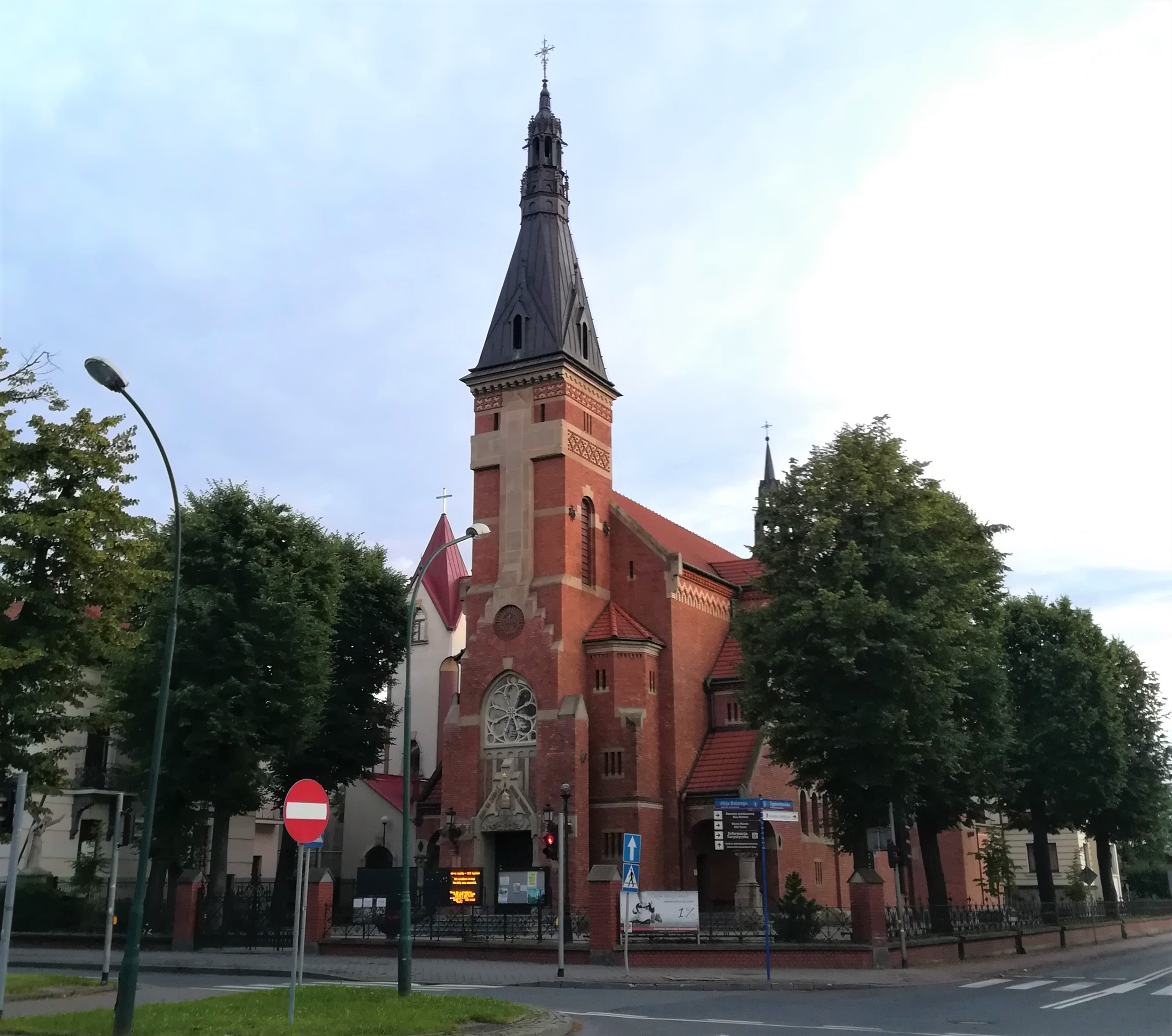
Kościół Najświętszego Serca Pana Jezusa na terenie Kolonii Kolejowej

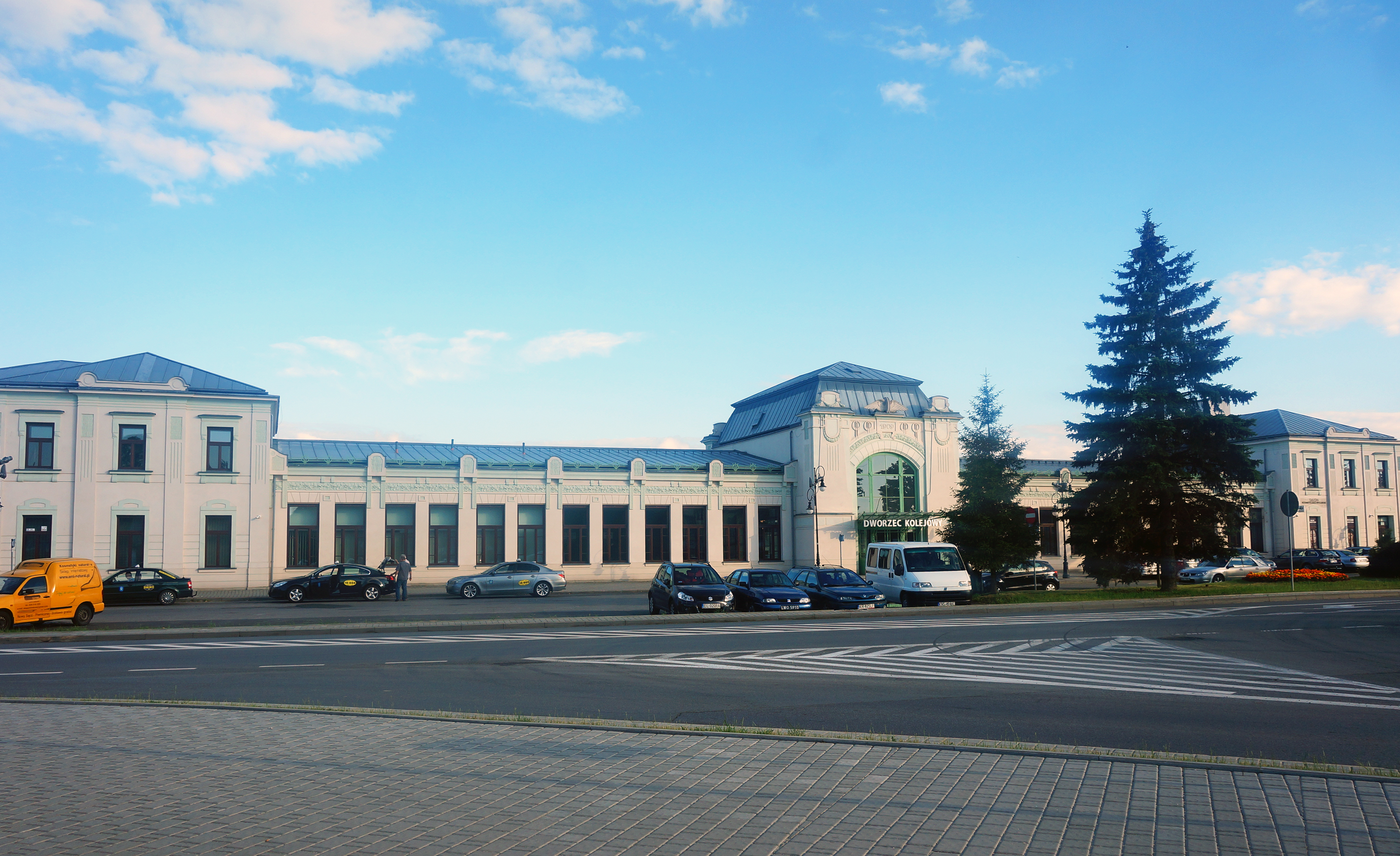
Dworzec kolejowy

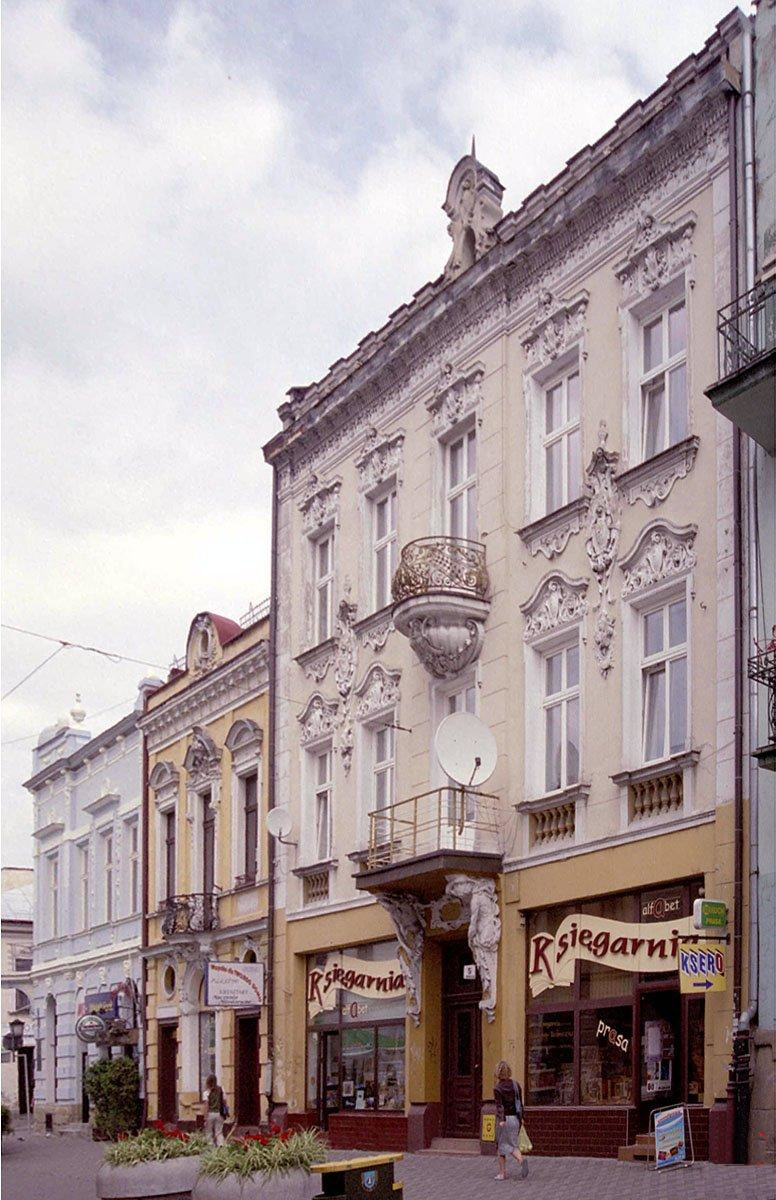
Kamienica przy ulicy Jagiellońskiej Nr 5

- Układ urbanistyczny Starego Miasta
- Ratusz – eklektyczny budynek stanowiący serce miasta, siedziba władz Nowego Sącza. Obecny kształt uzyskał w latach 1895–1897 podczas odbudowy po pożarze w końcu XIX wieku. Stoi pośrodku rynku – centralnego placu miasta, który ma powierzchnię 19 200 m²
- Bazylika kolegiacka św. Małgorzaty – gotycki kościół wybudowany w XIV wieku, w XV i XVI wieku rozbudowany o wieże przy fasadzie. W 1448 roku podniesiony do godności kolegiaty przez Zbigniewa Oleśnickiego. Budowla pierwotnie w typie małopolskich hal dwunawowych, oryginalne sklepienia zachowały się w prezbiterium i w kaplicy przy południowej wieży (kryształowe), sklepienia nawy ob. modernistyczne
- Zespół poklasztorny oo. Franciszkanów[20] – powstał w 1297 r. z upoważnienia Wacława II. Klasztor zlikwidowano wskutek tzw. kasaty józefińskiej, a pozostałości kościoła zostały wyburzone. Do dziś zachowała się z niego jedynie kaplica Przemienienia Pańskiego z lat 1654–1672, która od 1800 roku pełni funkcję zboru ewangelicko-augsburskiego
- Kościół pw. św. Ducha i klasztor oo. Jezuitów – pierwotnie norbertański, ob. jezuicki; zachowało się gotyckie prezbiterium ze sklepieniami sieciowymi, nawa barokowa z XVII w.
- Kościół pw. św. Rocha – drewniany, parafia istniała za czasów księdza Jana Długosza, przed 1513 r.
- Kościół pw. św. Heleny – drewniany, rok budowy nieznany, ale wymieniany w archiwach kapituły katedry wawelskiej już w 1596 r.
- Kościół św. Wawrzyńca – neogotycki kościół na osiedlu Biegonice wybudowany w latach 1906–1909 według projektu Jana Sas-Zubrzyckiego
- Kościół pw. św. Kazimierza – neogotycki, zbudowany w latach 1908–1912 według projektu Teodora Talowskiego
- Klasztor i Kościół Popijarski[21] – budowa z inicjatywy starosądeckich klarysek przed 1610 r.
- „Biały Klasztor” – Klasztor Zgromadzenia Sióstr Niepokalanego Poczęcia Najświętszej Marii Panny
- Kapliczka „Szwedzka” pw. św. Marka[21] z 1771 r.
- Kapliczka pw. św. Jana Nepomucena z przełomu XIX i XX wieku (przyczółek mostu nad Kamienicą)
- Kapliczka pw. św. Anny z XVII wieku (przy ul. Lwowskiej)
- Synagoga – wybudowana w 1746 roku, odbudowana po pożarze z 1894 roku, w latach 1982–2015 mieściła galerię sztuki, ob. ponownie pełni funkcje kultowe
- Chasydzka bożnica Bajs Nusn z przełomu XIX i XX wieku
- Mury obronne miasta Nowego Sącza
- Zamek Królewski w Nowym Sączu (XIV, XVII w.) – wzniesiony przez Kazimierza Wielkiego w latach 1350–1360, później przebudowany w stylu renesansowym. Niszczony w czasie potopu szwedzkiego, konfederacji barskiej i II wojny światowej, ob. ruiny, z zachowanym fragmentem fortyfikacji miejskich
- Dom Gotycki – wzniesiony ok. 1448 roku, pierwotnie użytkowany przez kanoników kolegiaty św. Małgorzaty, a obecnie mieści się w nim siedziba Muzeum Ziemi Sądeckiej
- Renesansowa kamienica Lubomirskich – wybudowana w 1 poł. XVII w., dzisiaj mieści Sądecką Bibliotekę Publiczną
- Sądecki Park Etnograficzny – jest skansenem regionalnym, który prezentuje kulturę ludową Sądecczyzny
- Dworzec PKP – secesyjny, wybudowany w 1909 roku w celu zastąpienia starego, zbyt małego dworca
- Stara Kolonia Kolejowa – jedno z najstarszych i największych osiedli robotniczych w kraju; zbudowane w latach 1891–1917 dla nowosądeckich kolejarzy według projektów sporządzonych w Wiedniu
  - Kościół pw. Najświętszego Serca Pana Jezusa – romańsko-gotycki, wybudowany z okazji 50-lecia panowania cesarza Franciszka Józefa w latach 1897–1898 według projektu Teodora Talowskiego
  - Dom Robotniczy – neogotycki w stylu architektonicznym ośrodek kulturalny nowosądeckich kolejarzy z 1907 r.; w przeszłości mieściły się w nim m.in. teatr amatorski, czytelnia, zespoły muzyczne i kino, a także siedziba PPS
- Willa Marya
- XIX-wieczny budynek Szkoły Podstawowej im. Władysława Jagiełły
- XIX-wieczny budynek Gimnazjum im. Adama Mickiewicza (dawniej Szkoła Podstawowa)
- Budynek Szkoły Podstawowej im. Obrońców Pokoju
- Budynki secesyjne z pocz. XX w. projektu budowniczego miejskiego, Zenona Adama Remiego[22]:
  - Dawna szkoła, ul. Jagiellońska 62
  - Bank Mieszczański, Rynek 29
  - Dawny gmach Towarzystwa Gimnastycznego „Sokół”, ul. Jana Długosza 23
  - Kamienica własna przy pl. św. Kazimierza 2
  - Kamienica Wiktora Oleksego, ul. Konarskiego 8
  - Kamienica Edwarda Zielińskiego, ul. Kościuszki 18
- Cmentarz Komunalny – na którym znajdują się m.in.: symboliczny pomnik powstańców (1831), Grób Nieznanego Żołnierza z 1920, Groby powstańców z 1863 r., monumentalny pomnik – obelisk z kwaterami grobów żołnierzy (polskich, austriackich i niemieckich z czasów I wojny światowej), pomnik legionistów z I wojny światowej, nagrobny pomnik gen. Józefa Kustronia, symboliczny grób „Oświęcimiaków” (kwatery ofiar terroru hitlerowskiego), pomnik i groby żołnierzy radzieckich z lat II wojny światowej, pomnik Bronisława Pierackiego (ministra i polityka II Rzeczypospolitej), symboliczny grób „Sybiraków” Ziemi Sądeckiej
- Nowy cmentarz żydowski – kirkut, w latach 1940–1945 był miejscem egzekucji, także masowych dokonywanych przez hitlerowców na ludności żydowskiej miasta i okolicy, również na Polakach
- Stary Cmentarz („Cmentarz Zasłużonych”) – W cokole pomnika złożone są urny z prochami z miejsc straceń, obozów koncentracyjnych, z pól bitewnych. Przed pomnikiem Sądeckiej Piety znajduje się płyta Nieznanego Żołnierza II wojny światowej. Cmentarz symbolizuje: kaźń w więzieniu w Nowym Sączu, rozstrzelanych przy moście kolejowym nad Dunajcem, przy moście na Kamienicy, na Cmentarzu Żydowskim, rozstrzelanych dwóch partyzantów w Dąbrówce, rozstrzelanych w Biegonicach, w Rdziostowie, Młodowie, Starym Sączu, Wysokim, Chomranicach, Łomnicy
- Pomnik Władysława Jagiełły z 1910
- Pomniki martyrologii

## Gospodarka
Lista przedsiębiorstw zatrudniających ponad 500 osób w Nowym Sączu:
- Branża budownictwa: Fakro
- Branża kolejowa: Newag
- Branża spożywcza: Konspol
- Branża górnicza: Nowosądecka Fabryka Urządzeń Górniczych „Nowomag” S.A. – członek Grupy Famur
- Branża przemysłowa: Wiśniowski (z siedzibą w Wielogłowach)
- Branża produktów węglowych i technicznych: COBEX Polska sp. z o.o.

Nowy Sącz jest gospodarzem Targów Budownictwa oraz Targów Stolarki Budowlanej. W 2011 roku odbyła się 15. edycja Sądeckich Targów „Dom i otoczenie" skupiająca branże budownictwa, instalacji oraz wyposażenia wnętrz. Towarzyszy jej również Wystawa Motoryzacyjna, która od kilku lat cieszy się powodzeniem.
Ponadto, Wyższa Szkoła Biznesu - National-Louis University wspólnie z miastem organizuje Światowe Forum Ekonomiczne dla Młodzieży, które odbywa się równolegle do Forum Ekonomicznego w Krynicy Zdroju.

### Centra i galerie handlowe
- Centrum Handlowe EUROPA II Plaza
- Centrum Handlowe Gołąbkowice
- Centrum Handlowe Arkadia
- Centrum Handlowe Cegielnia Zawada
- Galeria Szubryt
- Galeria Sandecja
- Galeria Trzy Korony

## Transport
Nowy Sącz pełni rolę ważnego węzła komunikacyjnego, w którym krzyżują się:
Drogi krajowe: nr 28,75 i 87
Linie kolejowe: nr 96 (Tarnów - Leluchów) i nr 104 (Chabówka - Nowy Sącz)

### Transport drogowy
Przez Nowy Sącz przechodzą drogi krajowe nr:
| Droga | Trasa                                                                       | Ulica |
| ----- | --------------------------------------------------------------------------- | --- |
| 28    | Zator – Wadowice – Nowy Sącz – Krosno – Przemyśl – Medyka – granica państwa | ul. Krakowska, ul. Legionów, ul. Bulwar Narwiku, ul. Kilińskiego, al. Prażmowskiego, ul. Lwowska                       |
| 75    | Kraków – Nowy Sącz – Muszynka – granica państwa                             | ul. Tarnowska, ul. Witosa, ul. Pieczkowskiego, ul. Nowochruślicka, al. Prażmowskiego, al. Piłsudskiego, ul. Nawojowska |
| 87    | Nowy Sącz – Piwniczna-Zdrój – granica państwa                               | ul. Królowej Jadwigi, ul. Limanowskiego, ul. Zygmuntowska, ul. św. Kunegundy, ul. Węgierska                            |

W bezpośrednim sąsiedztwie granic miasta kończą swój przebieg drogi wojewódzkie prowadzące ruch w kierunku Nowego Sącza:
- 969 Nowy Targ – Krościenko nad Dunajcem – Łącko – Podegrodzie – Stary Sącz (łącząca się zDK87)
- 975 Dąbrowa Tarnowska – Żabno – Wojnicz – Zakliczyn – Dąbrowa (łącząca się z DK75)

### Komunikacja miejska Nowy Sącz

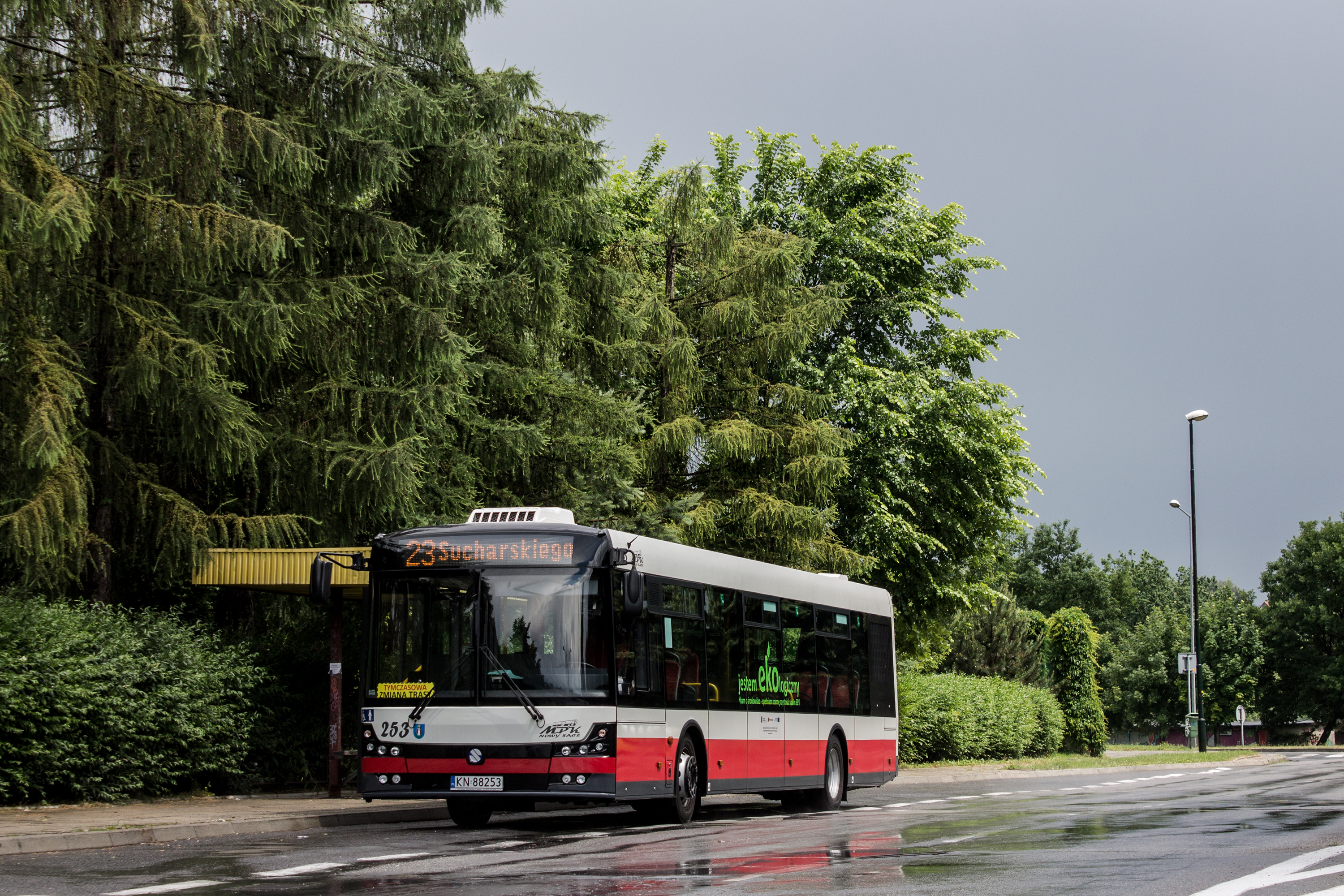
Solbus SM12 na al. Sucharskiego

Komunikację miejską w Nowym Sączu zapewnia Miejskie Przedsiębiorstwo Komunikacyjne (MPK) 
Początki organizacji komunikacji sięgają 1947 roku, kiedy to powstał Miejski Zakład Komunikacji (MZK), przekształcony w 1995 roku w MPK. 
Linie autobusowe: MPK (od 1 do 52 oraz nocna linia 101) obsługują zarówno miasto jak i 9 pobliskich gmin. Pierwsza linia autobusowa (Rynek - Dworzec PKP) ruszyła w 1948 roku. 

### Kolej

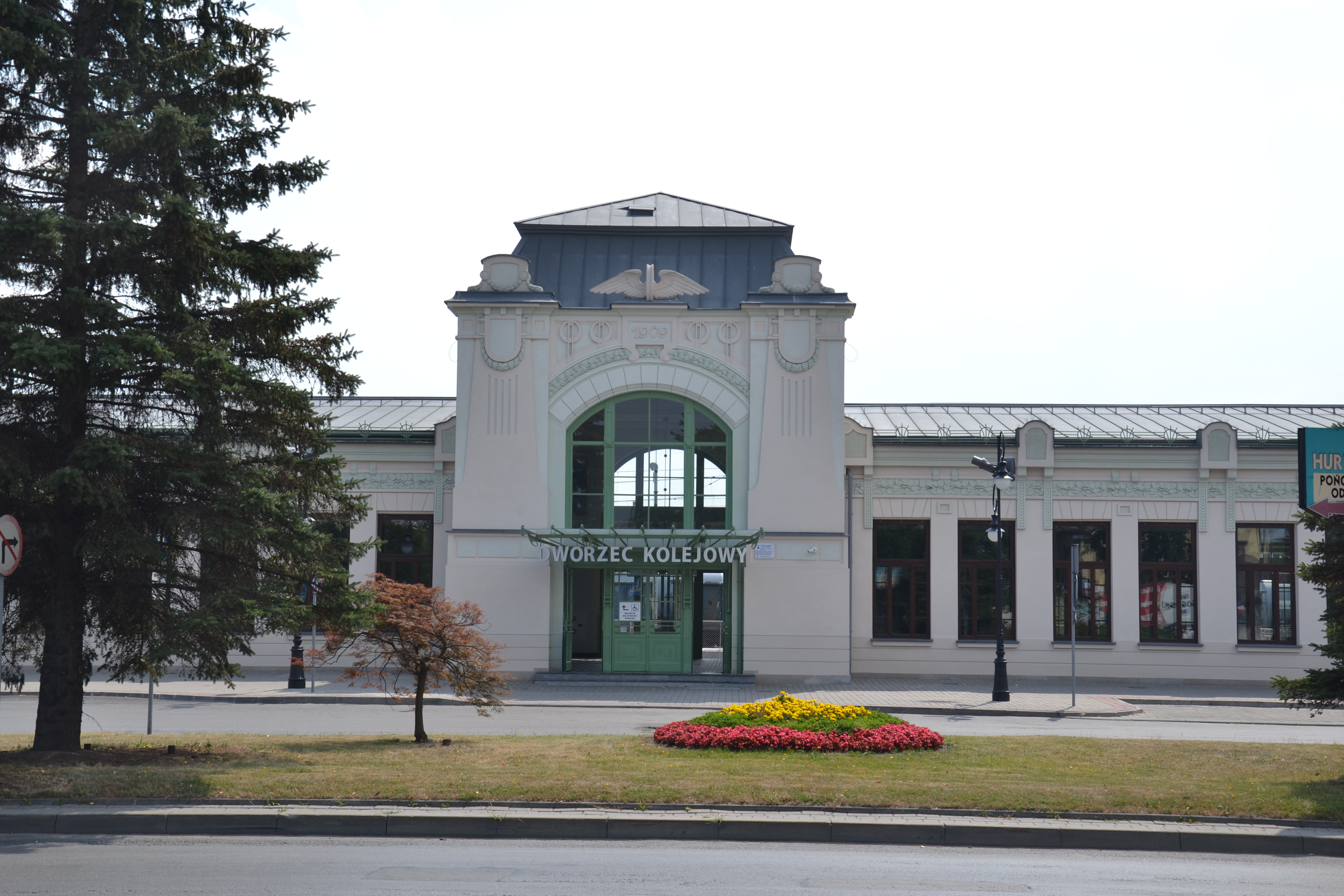
Dworzec Główny w Nowym Sączu. Został wzniesiony w latach 1908–1909 w stylu secesyjnym

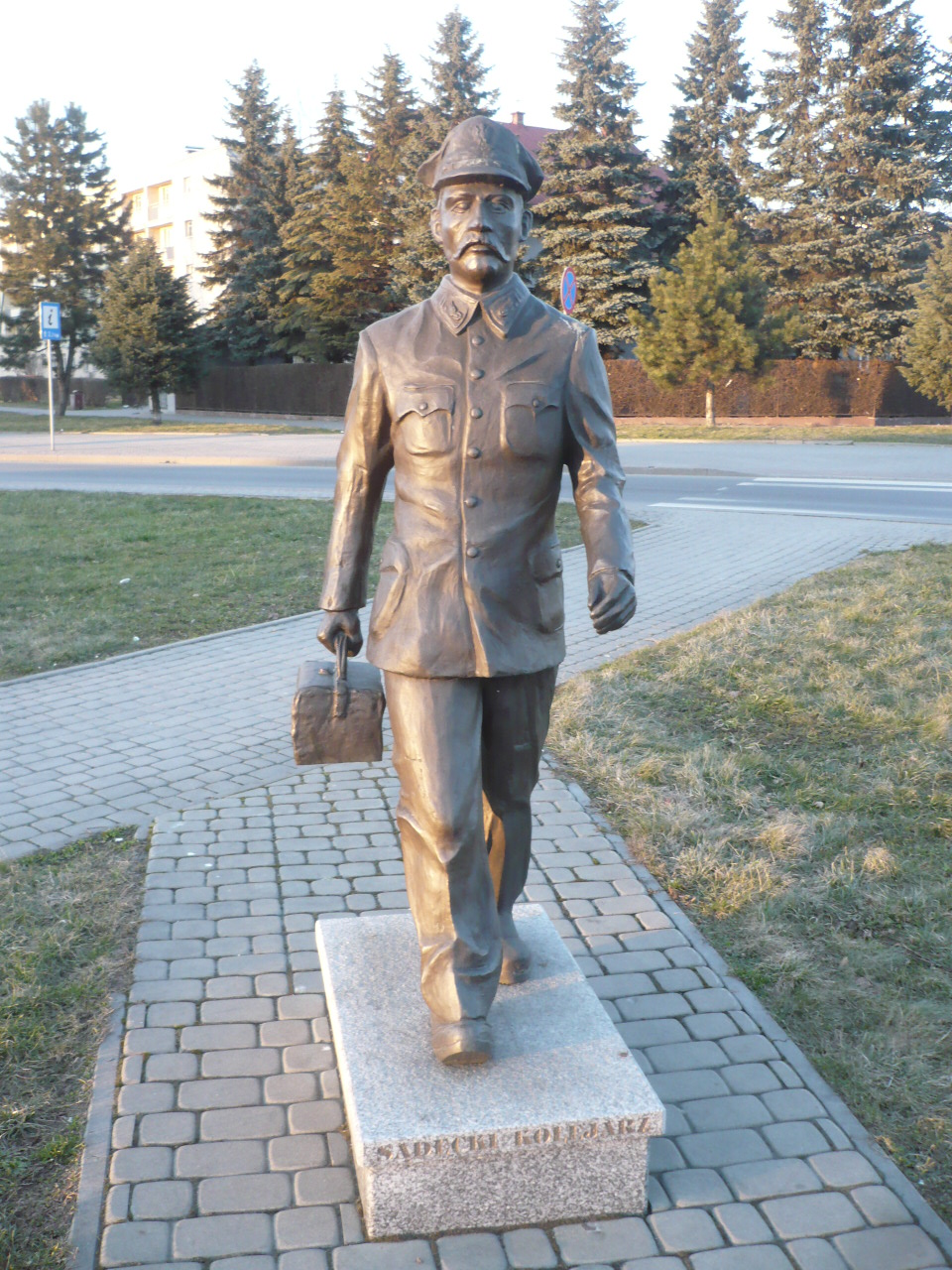
Pomnik „Sądecki kolejarz” przed dworcem kolejowym Nowy Sącz, marzec 2015.

Przez Nowy Sącz przechodzą 2 ważne linie kolejowe: 
- 96 linia kolejowa nr 96 Tarnów – Leluchów (długość 145,5 km; uruchomiona 18 sierpnia 1878, 2-torowa na odcinku Stróże – Nowy Sącz, zelektryfikowana w latach 1984–1987)[23]
- 104 linia kolejowa nr 104 Chabówka – Nowy Sącz (długość 76,5 km; uruchomiona 16 grudnia 1884, 1-torowa, 10 km odcinek do stacji Marcinkowice zelektryfikowano w 1986, obecnie w trakcie modernizacji w ramach projektu Podłęże-Piekiełko).

W mieście znajduje się stacja kolejowa Nowy Sącz oraz przystanki osobowe:
- Nowy Sącz Jamnica
- Nowy Sącz Gorzków
- Nowy Sącz Dąbrówka
- Nowy Sącz Biegonice
- Nowy Sącz Chełmiec
- Nowy Sącz Miasto

Bezpośrednie połączenie kolejowe oferowane są w kierunkach: Warszawa, Kraków, Krynica, Rytro, Tarnów.

### Lotnictwo

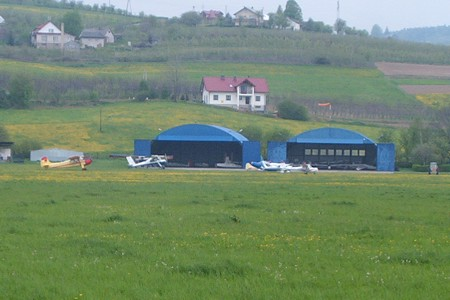
Lotnisko Nowy Sącz-Łososina Dolna

- W miejscowości Łososina Dolna niedaleko miasta znajduje się lotnisko sportowe Aeroklubu Podhalańskiego.
- Przy Szpitalu Specjalistycznym im. Jędrzeja Śniadeckiego w Nowym Sączu znajduje lądowisko sanitarne dla helikopterów[24].

## Oświata

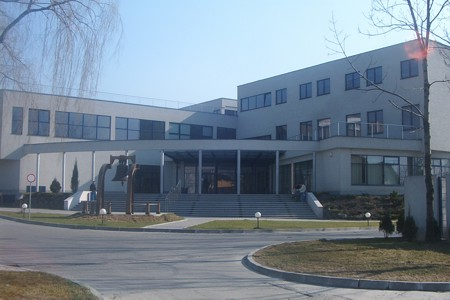
Wyższa Szkoła Biznesu – National-Louis University

Na terenie Nowego Sącza działają: 23 szkoły podstawowe, 25 szkół ponadgimnazjalnych dla młodzieży, 6 szkół ponadgimnazjalnych dla dorosłych oraz 16 szkół policealnych.
Swoją siedzibę mają tu również uczelnie:
- Wyższa Szkoła Biznesu – National-Louis University,
- Akademia Nauk Stosowanych w Nowym Sączu

oraz ośrodek zamiejscowy uczelni:
- Wydział Nauk Społecznych Wschód-Zachód Szkoły Wyższej w Łodzi[26].

W 2007 r. Wyższa Szkoła Biznesu – National-Louis University została pierwszym partnerem firmy Google w Europie Środkowej. Współpraca polega m.in. na rozwijaniu nowych systemów komunikacji w WSB-NLU.
Na terenie miasta znajduje się jedna z dwóch w Polsce szkół należących do jezuitów – Jezuickie Centrum Edukacji, w którym znajduje się liceum akademickie.

## Kultura

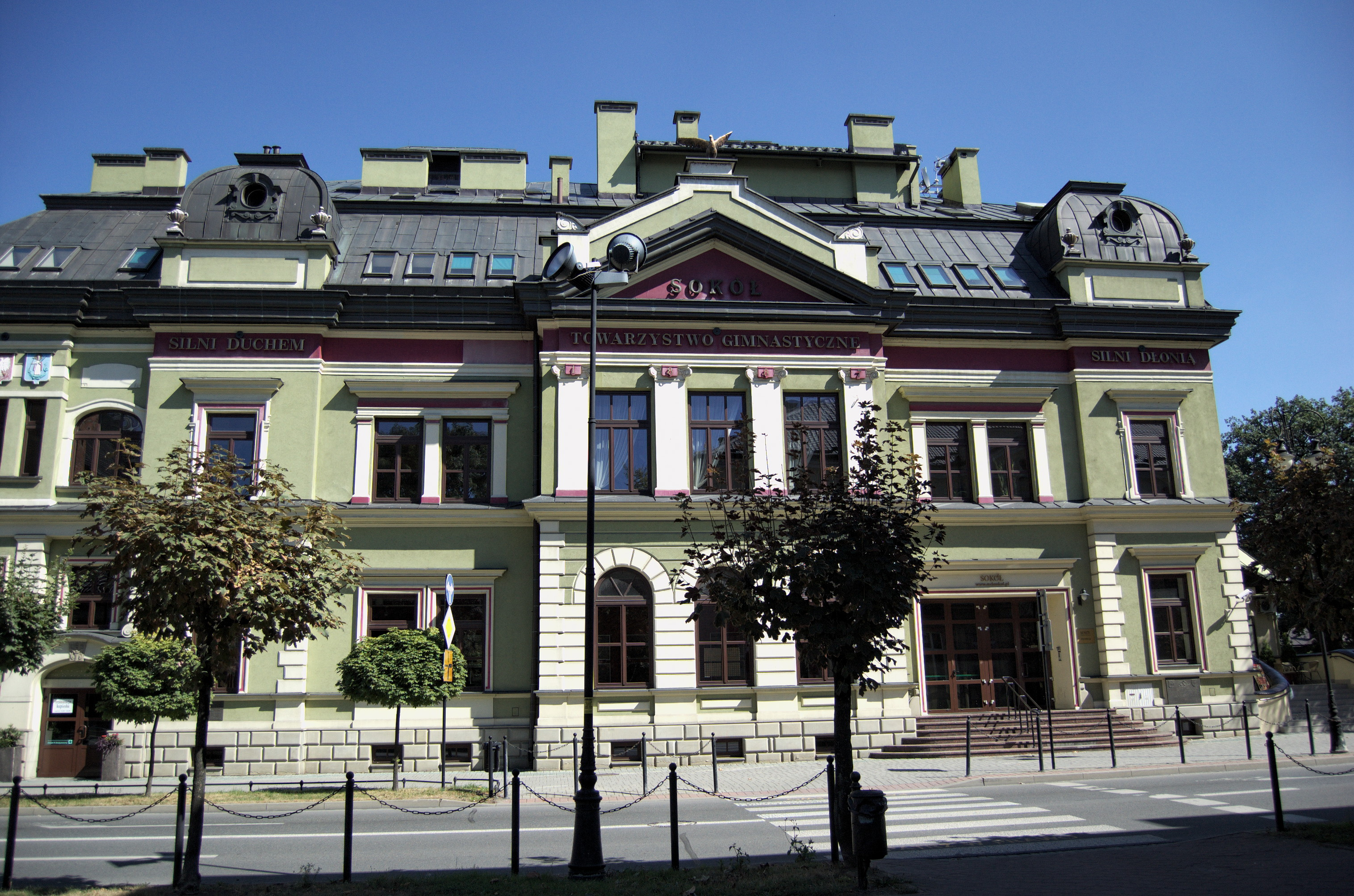
Małopolskie Centrum Kultury „Sokół”

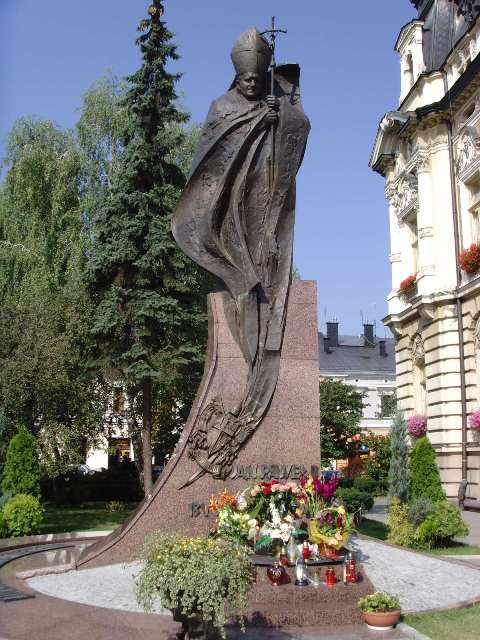
Pomnik Jana Pawła II w Nowym Sączu. Umiejscowiony jest na rynku, obok ratusza

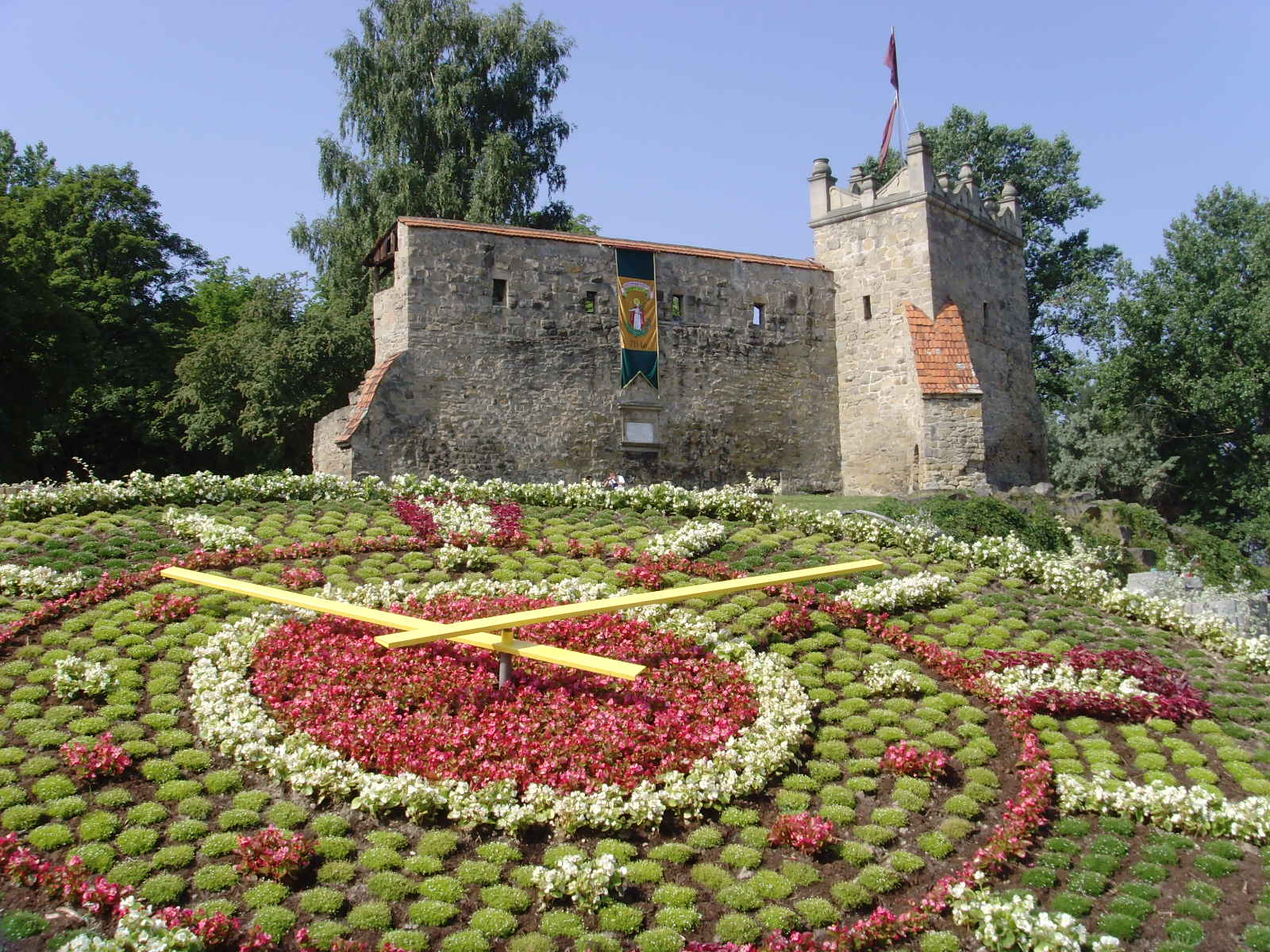
Zegar kwiatowy w Nowym Sączu. Znajduje się u podnóża ruin zamku. Tarcza zegara ma 5 metrów średnicy. Sam mechanizm zegarowy kosztował ok. 10 tys. zł

Nowy Sącz jest ośrodkiem kulturalnym ziemi sądeckiej i w Małopolsce.

### Instytucje kulturalne
W Nowym Sączu znajduje się szereg instytucji i placówek, mających istotny wpływ na życie kulturalne regionu.
Muzea i galerie sztuki:
- Muzeum Ziemi Sądeckiej:
  - Dom Gotycki
  - Galeria Dawna Synagoga
  - Galeria Marii Ritter
  - Sądecki Park Etnograficzny
- Nowosądecka Mała Galeria
- Galeria „Sokół”
- Galeria Sztuki Współczesnej BWA Sokół
- Galeria Sądeckiej Biblioteki Publicznej „Piwnica”
- Galeria Klubu Twórczego TPSP
- Galeria Miejskiego Ośrodka Kultury

Biblioteki:
- Biblioteka Publiczna im. J. Szujskiego
- Biblioteka WSB-NLU
- Biblioteka PWSZ Nowy Sącz
- Biblioteka Pedagogiczna
- Biblioteka Lekarska Szpitala Specjalistycznego im. J. Śniadeckiego[27]
- Biblioteka Specjalistyczna przy Muzeum Ziemi Sądeckiej

Kina:
- Kino Sokół
- Kino 5D Extreme
- Kino Helios

Wybrane zespoły teatralne i kabarety:
- Teatr Robotniczy im. Bolesława Barbackiego
- Teatr NSA
- Teatr Dziecięcy „Cudoki Szuroki”
- Kabaret „Ergo” na czele z Leszkiem Bolanowskim
- Teatr dziecięcy i młodzieżowy „Iskiereczka” przy Gimnazjum im. Adama Mickiewicza
- Teatr Nowy w Nowym Sączu[28]

Wybrane kluby literackie i stowarzyszenia:
- Klub Literacki „Sądecczyzna” przy Katolickim Stowarzyszeniu „Civitas Christiana”
- Stowarzyszenie Animatorów Kultury
- Stowarzyszenie Przyjaciół Sztuk Pięknych
- Stowarzyszenie Pastelistów Polskich
- Radioklub SP9RNS – My Krótkofalowcy!
- Stowarzyszenie Na Rzecz Badań i Dokumentacji Kultury „A posteriori”

W Nowym Sączu działają m.in. zespoły muzyczne, orkiestry, chóry, zespoły folklorystyczne, zespoły taneczne.

### Sądecki Park Etnograficzny

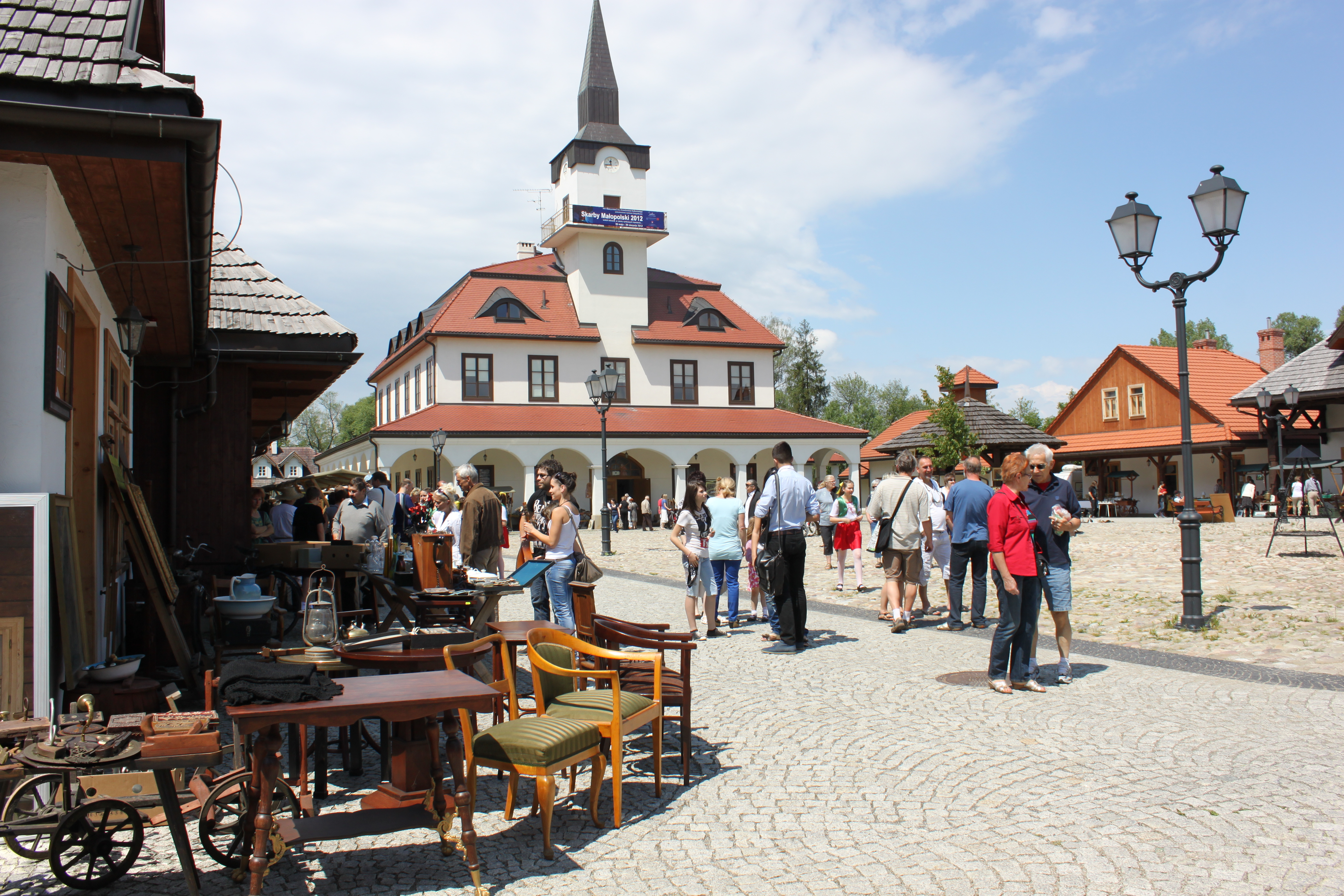
Miasteczko galicyjskie – rekonstrukcja spalonego ratusza w Starym Sączu

Sądecki Park Etnograficzny jest jednym z oddziałów Muzeum Ziemi Sądeckiej. Jest to skansen regionalny o powierzchni ok. 20 hektarów, posiadający 68 obiektów tradycyjnego budownictwa wiejskiego i mieszczańskiego (prezentujących kulturę ludową historycznej Sądecczyzny) oraz amfiteatr leśny.

Na terenie parku znajdują się m.in.: zagrody chłopskie, dwór szlachecki, folwark dworski, kościół rzymskokatolicki, cerkiew greckokatolicka, zbór protestancki.

## Media
Prasa:
- Dziennik Polski oddział w Nowym Sączu
- Dobry Tygodnik Sądecki – tygodnik regionalny
- Gazeta Krakowska oddział w Nowym Sączu Gazeta Nowosądecka
- Nasz Beskid – niezależny miesięcznik regionalny
- Promyczek Dobra – miesięcznik katolicki
- Głos Sądecki – bezpłatny miesięcznik

Radio:
- RMF Maxxx Nowy Sącz
- Fun Radio (Polska)[29]
- Radio Echo Złote Przeboje
- Polskie Radio Kraków – studio Nowy Sącz
- RDN Małopolska Nowy Sącz
- Radio Eska Małopolska

Telewizja:
- Regionalna Telewizja Kablowa
- TVP3 Kraków redakcja w Nowym Sączu
- Sądecka Telewizja Internetowa[30]
- Nasza Telewizja Sądecka

Portale informacyjne
- PortalNowySacz.pl
- miastoNS.pl
- Nowy Sącz Info
- Sądeckie.pl
- Sądeczanin.info
- TwojSacz.pl
- Głos 24
- Nowy Sacz City
- Sądecki News

## Administracja

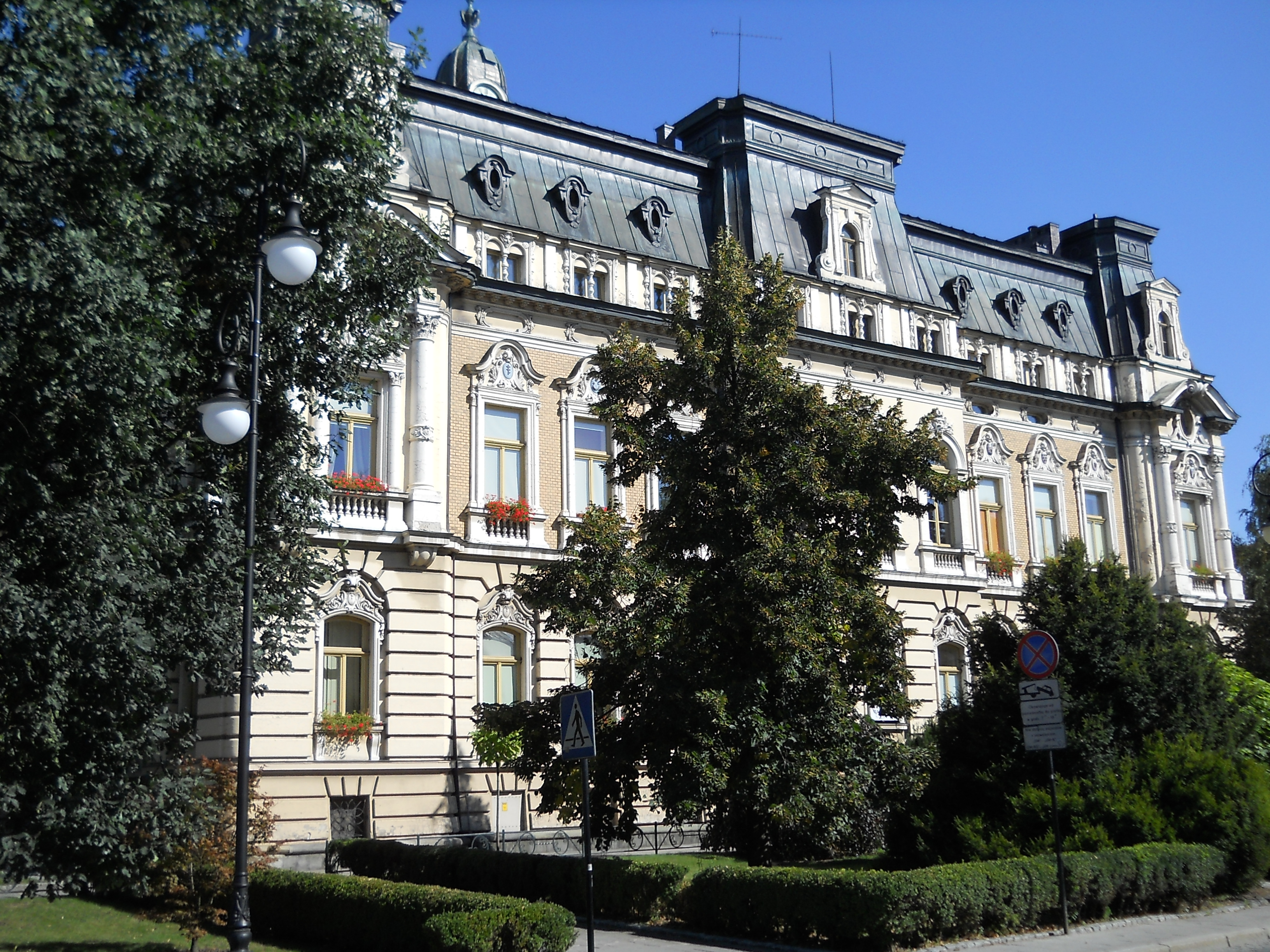
Budynek nowosądeckiego ratusza (1895 r.)

### Władze miasta
Od 2018 roku prezydentem miasta jest Ludomir Handzel.

## Służby mundurowe i instytucje publiczne

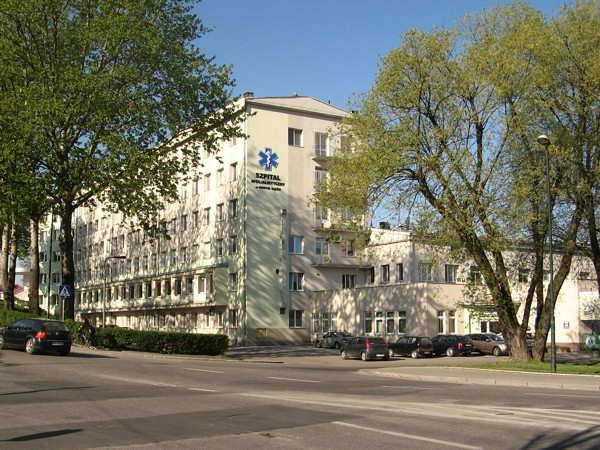
Szpital Specjalistyczny im. Jędrzeja Śniadeckiego

Nowy Sącz jest siedzibą sądu okręgowego oraz prokuratury okręgowej. W mieście znajduje się także Urząd Celny

### Państwowa Straż Pożarna
W Nowym Sączu mieści się Komenda Miejska Państwowej Straży Pożarnej, w której strukturach działają dwie jednostki ratowniczo-gaśnicze PSP
- Jednostka Ratowniczo-gaśnicza nr 1 Państwowej Straży Pożarnej w Nowym Sączu (ul. W. Witosa 69)
- Jednostka Ratowniczo-gaśnicza nr 2 Państwowej Straży Pożarnej w Nowym Sączu (ul. Węgierska 188)

Prócz tego w strukturach komendy działa Jednostka Ratowniczo-gaśnicza w Krynicy-Zdroju.
Przy JRG 2 swoją siedzibę ma Małopolska Grupa Poszukiwawczo-ratownicza (MGPR).

### Ochotnicza straż pożarna
Działania pożarnicze wspomagają także OSP Biegonice i OSP GRS Nowy Sącz

### Służby porządkowe
Bezpieczeństwa publicznego i prawa strzeże Komenda Miejska Policji w Nowym Sączu. Działania te wspomaga straż miejska, a także znajdujący się tutaj Karpacki Oddział Straży Granicznej.
Na terenie miasta znajduje się zakład karny.
Miasto ma 3 szpitale Szpital Specjalistyczny im. Jędrzeja Śniadeckiego, Szpital Ginekologiczno – Położniczy MEDIKOR oraz Centrum Kardiologii Inwazyjnej, Elektroterapii i Angiologii INTERCARD Sp. z o.o.

### Pogotowie ratunkowe
Dyspozytornia pogotowia ratunkowego znajduje się w Tarnowie, Sądeckie Pogotowie Ratunkowe poza karetkami w Siedzibie w Nowym Sączu posiada podstacje pogotowia ratunkowego w miejscowościach:
- Krynica-Zdrój
- Grybów
- Łososina Dolna
- Jasienna
- Stary Sącz
- Łącko
- Piwniczna
- Rytro
- Nawojowa

## Religia

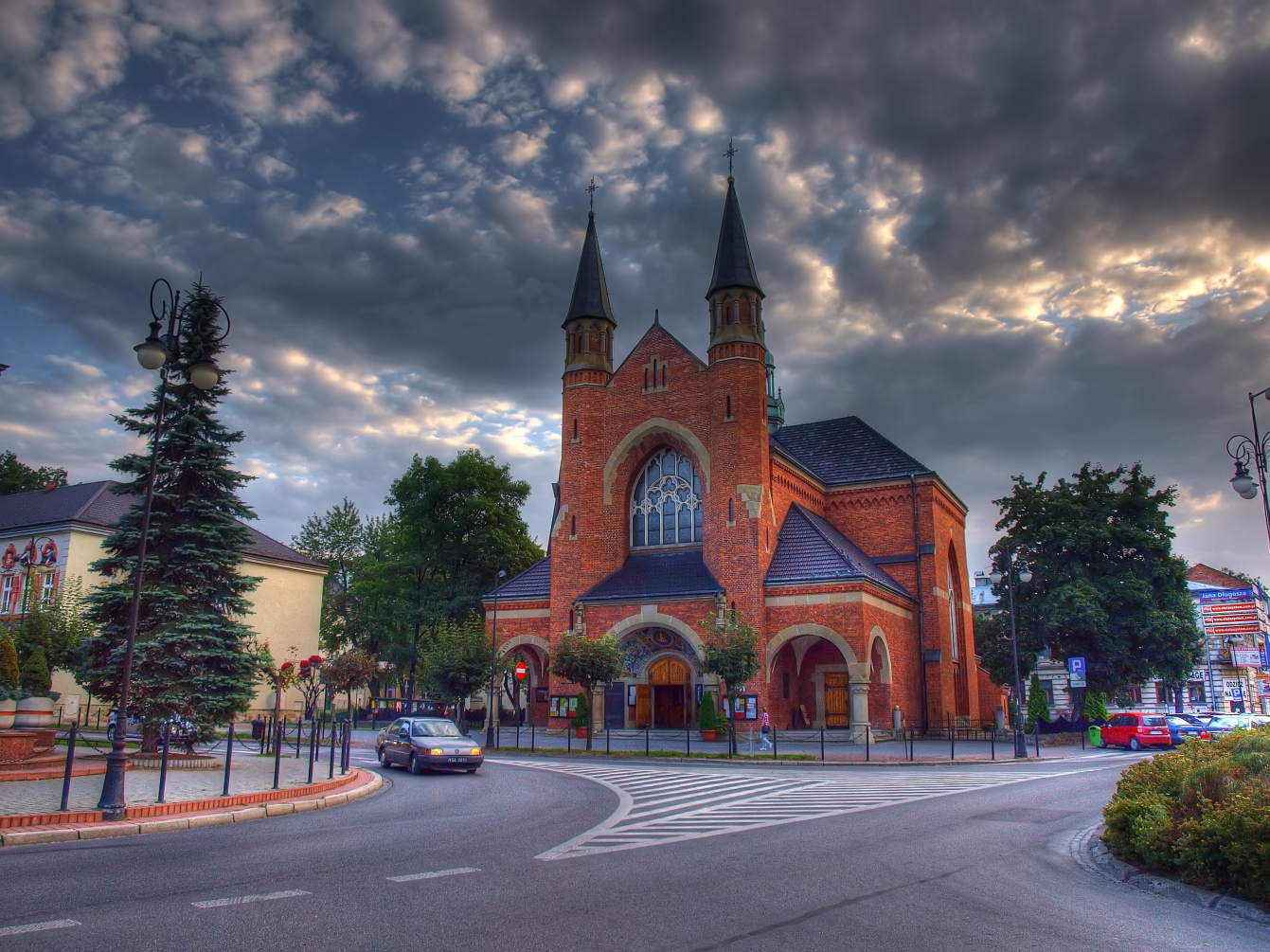
Kościół pw. św. Kazimierza

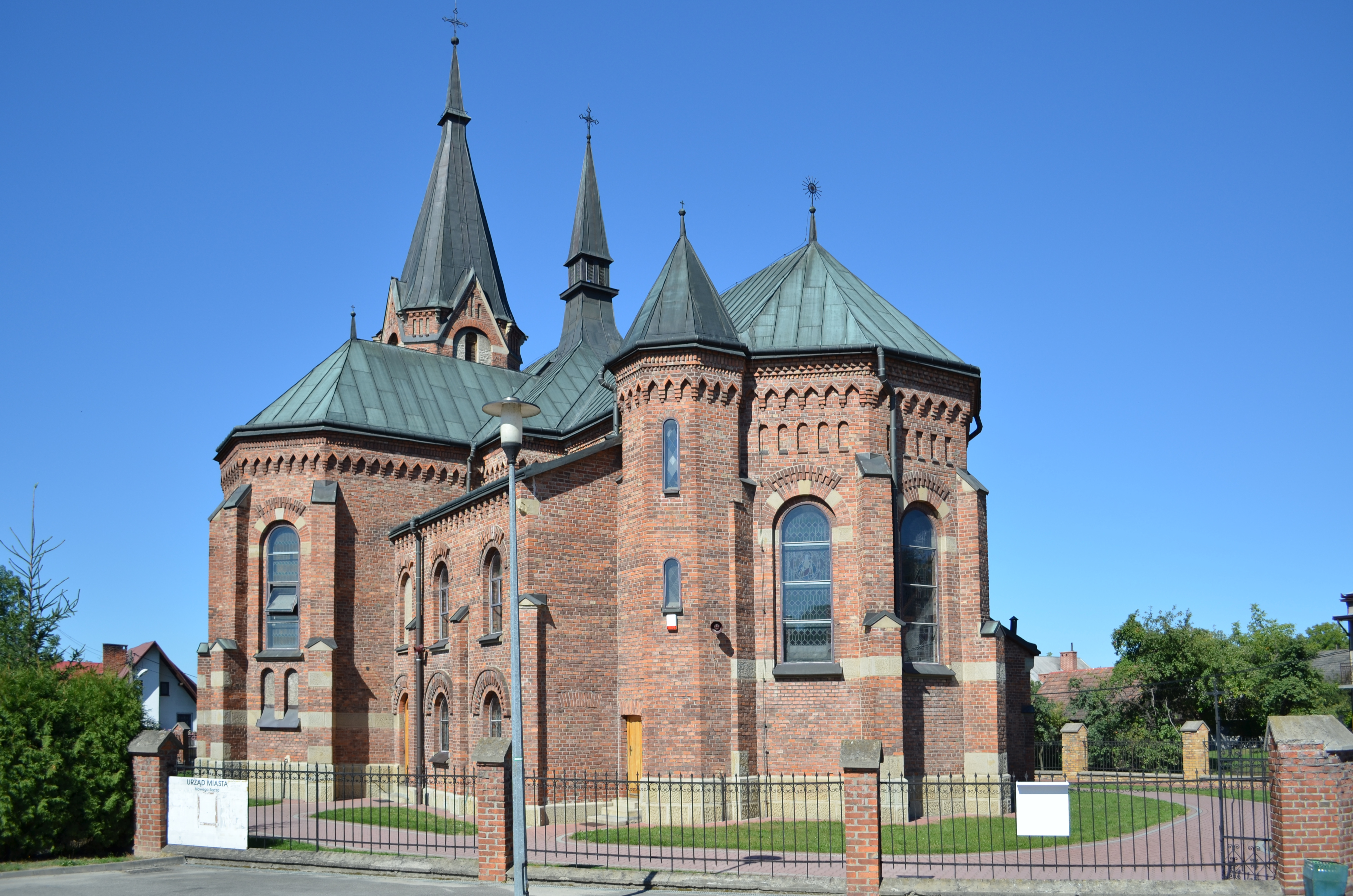
Kościół św. Wawrzyńca

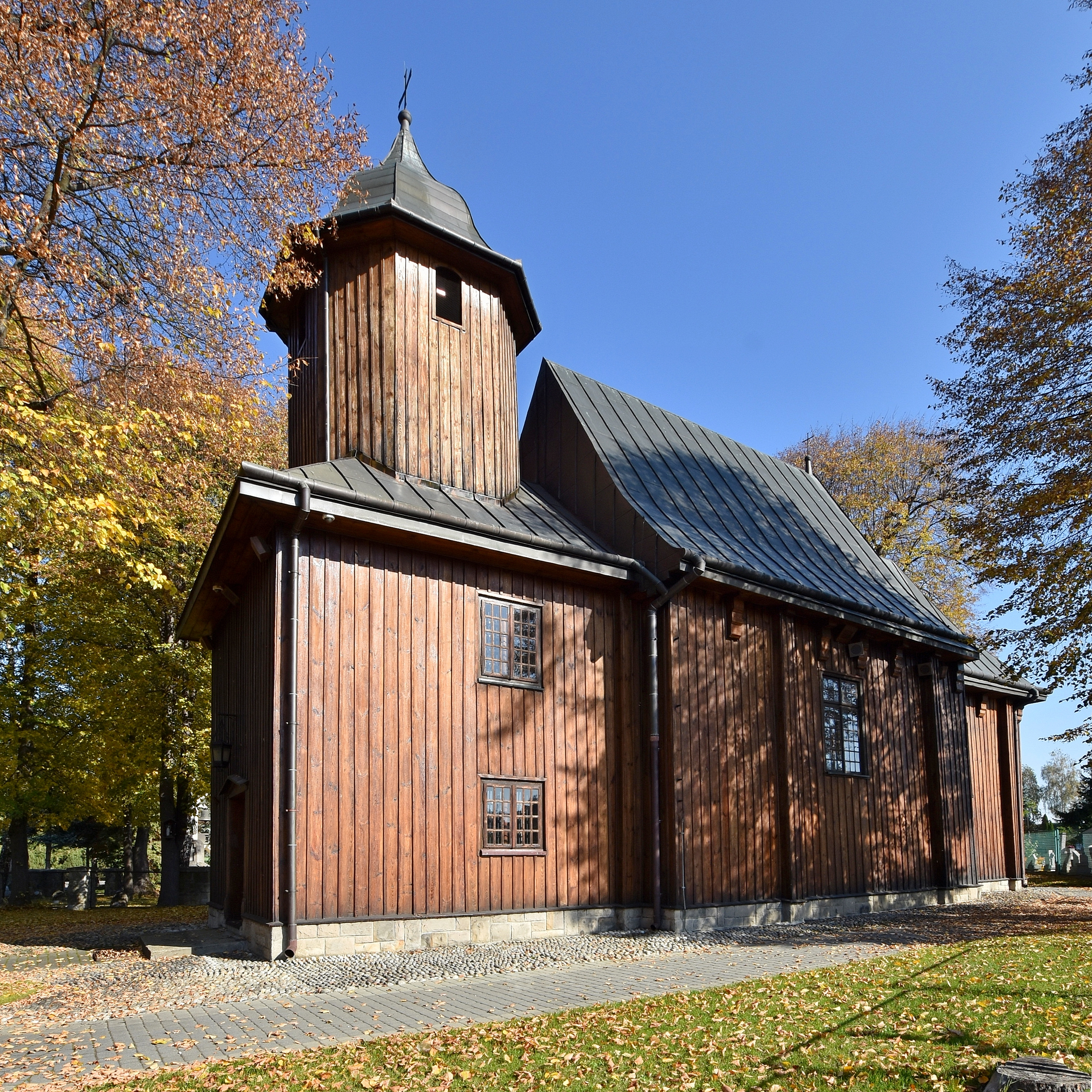
Kościół św. Rocha

Na terenie Nowego Sącza działalność religijną prowadzą następujące kościoły i związki wyznaniowe:

### Katolicyzm
odsetek wiernych kościoła katolickiego według danych diecezji tarnowskiej to 98%.

#### Kościół katolicki
- Kościół rzymskokatolicki, diecezja tarnowska, 10 parafii w 4 dekanatach: dekanat Nowy Sącz Centrum, dekanat Nowy Sącz Wschód, dekanat Nowy Sącz Zachód, dekanat Stary Sącz:
  - parafia Ducha Świętego (kościół św. Ducha (Jezuitów))
  - parafia św. Heleny (kościół Świętego Krzyża, kościół filialny Świętej Heleny)
  - parafia św. Jana Chrzciciela (kościół św. Jana Chrzciciela)
  - parafia św. Kazimierza (kościół św. Kazimierza, kościół cmentarny Najświętszej Maryi Panny)
  - parafia św. Małgorzaty (bazylika kolegiacka św. Małgorzaty)
  - parafia Matki Bożej Bolesnej (kościół Matki Bożej Bolesnej)
  - parafia Matki Bożej Niepokalanej (kościół MB Niepokalanej)
  - parafia Najświętszej Maryi Panny Częstochowskiej (kościół NMP Częstochowskiej)
  - parafia Najświętszego Serca Pana Jezusa (kościół Najświętszego Serca Pana Jezusa (kolejowy))
  - parafia św. Rocha (kościół św. Rocha)
  - parafia św. Wawrzyńca Męczennika (kościół św. Wawrzyńca)
- Kościół rzymskokatolicki, Ordynariat Polowy Wojska Polskiego, 1 parafia w dekanacie Straży Granicznej:
  - parafia wojskowa Miłosierdzia Bożego w Nowym Sączu
- Kościół rzymskokatolicki, Bractwo Kapłańskie Świętego Piusa X:
  - Centrum św. Kingi[34]
- Kościół greckokatolicki, Metropolia przemysko-warszawska, Archieparchia przemysko-warszawska, Dekanat krakowsko-krynicki:
  - parafia św. Włodzimierza i Olgi (cerkiew greckokatolicka św. Dymitra)[35]

#### Starokatolicyzm
- Kościół Starokatolicki Mariawitów, diecezja warszawsko-płocka, parafia Przemienienia Pańskiego w Wierzbicy:
  - punkt duszpasterski w Nowym Sączu, nabożeństwa odbywają się raz w roku w kościele ewangelicko-augsburskim przy ulicy Pijarskiej 21[36][37].

### Prawosławie
- Polski Autokefaliczny Kościół Prawosławny, Diecezja przemysko-gorlicka, Dekanat Krynica:
  - punkt duszpasterski Świętych Cyryla i Metodego; nabożeństwa odbywają się w kościele ewangelicko-augsburskim przy ulicy Pijarskiej 21[38]

### Protestantyzm

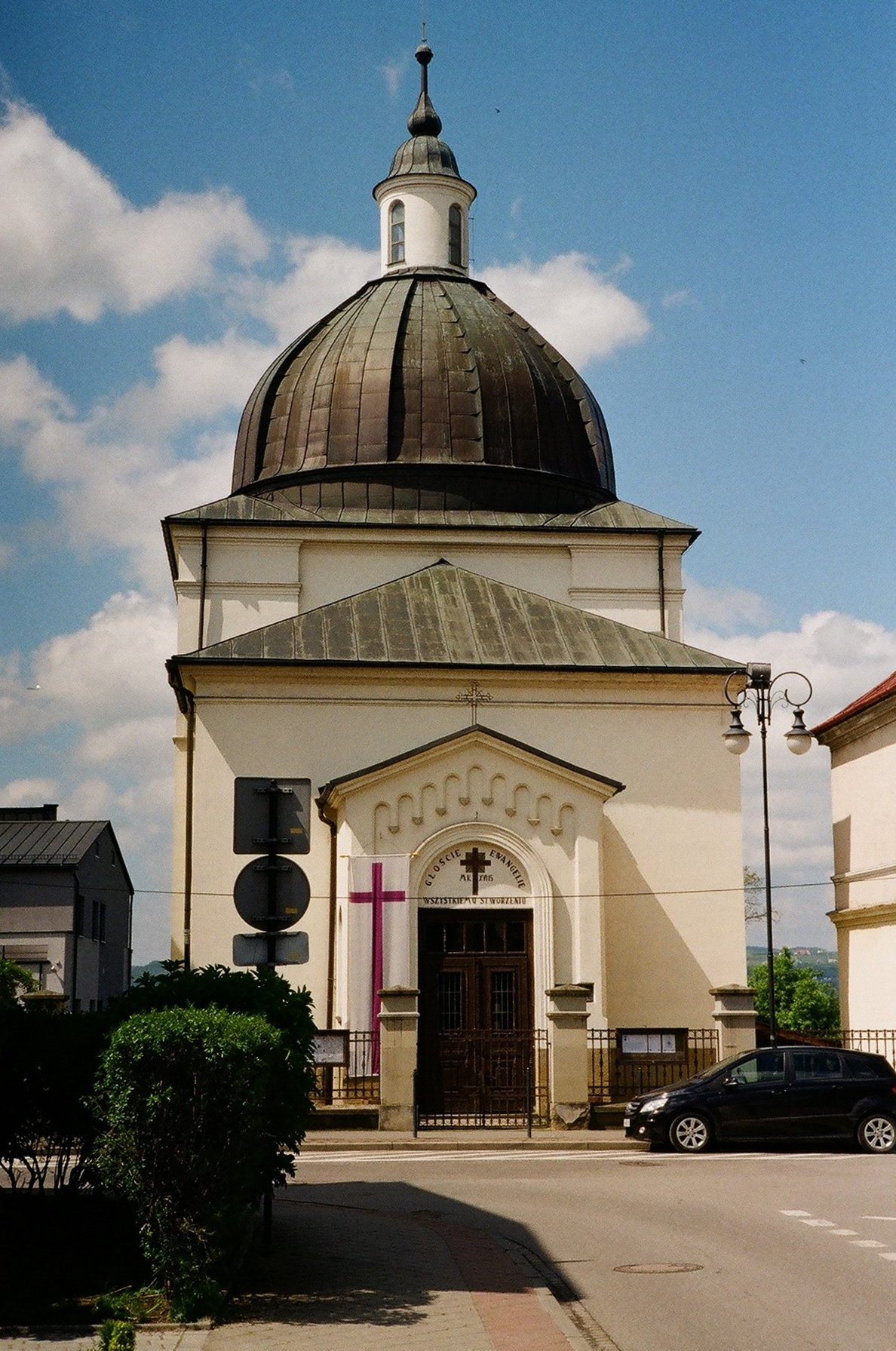
Kościół ewangelicko-augsburski Przemienienia Pańskiego

- Kościół Adwentystów Dnia Siódmego w RP:
  - zbór w Nowym Sączu[39]
- Kościół Ewangelicko-Augsburski w RP:
  - Parafia Ewangelicko-Augsburska Nowy Sącz-Stadło (kościół ewangelicko-augsburski Przemienia Pańskiego)[40]
- Kościół Zielonoświątkowy w RP:
  - zbór Chwały Bożej w Nowym Sączu (nabożeństwa odbywają się w sali w Hotelu Panorama)[41]

### Restoracjonizm
- Świadkowie Jehowy:
  - Nowy Sącz–Północ (w tym grupa języka migowego)[42]
  - Nowy Sącz–Południe[42]

Zbory te korzystają z jednej Sali Królestwa (ul. Węgierska 213). Pierwszy zbór w mieście powstał pod koniec lat 20. XX wieku.

### Judaizm
- Gmina Wyznaniowa Żydowska w Krakowie:
  - Synagoga w Nowym Sączu[46][47]
- Synagoga Bajs Nusn w Nowym Sączu[48]

### Historyczne obiekty sakralne
- Synagogi:
  - Stara Synagoga w Nowym Sączu
  - Najstarsza Synagoga w Nowym Sączu
  - Synagoga przy ul. Lwowskiej 21[49]
  - Chasydzki dom modlitwy[50]
- Kościoły:
  - Kościół Narodzenia Najświętszej Marii Panny
  - Kościół św. Wojciecha; Kościół św. Ducha; Kościół św. Mikołaja; Kościół św. Krzyża; Kościół św. Walentego[51]

## Sport

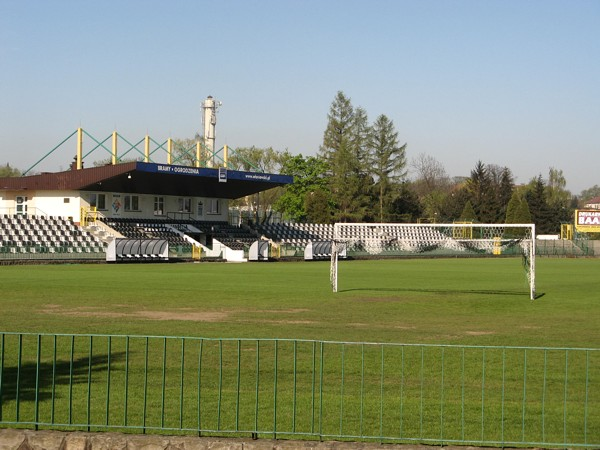
Stadion MKS Sandecja w Nowym Sączu

### Najważniejsze wydarzenia sportowe
Nowy Sącz w XX w. wielokrotnie gościł najlepszych kolarzy. W roku 1960 w mieście była meta IV etapu Tour de Pologne z Rzeszowa oraz start V etapu do Zakopanego. 6 lat później Nowy Sącz ponownie był jednym z miast gospodarzy. Podczas Tour de Pologne 1966 kończył się tutaj IV etap z Rzeszowa, oraz zaczynała się jazda indywidualna na czas do Krynicy, którą wygrał pochodzący z Sądecczyzny Jan Magiera. Po raz trzeci kolarze finiszowali w Nowym Sączu podczas Tour de Pologne 1974. Na VIII etapie z Oświęcimia najszybszy okazał się medalista olimpijski i mistrz świata Stanisław Szozda. Dzień później odbył się tutaj start do IX etapu z metą w Mielcu. W roku 1979 Nowy Sącz gościł Wyścig Pokoju.
Najpierw odbyła się tutaj czasówka indywidualna ze startem w Naściszowej, a następnie tego samego dnia start etapu z metą w Rzeszowie. Podczas Tour de Pologne 1983 w Nowym Sączu była meta VI etapu z Wisły. Po raz ostatni miasto w podwójnej roli organizatora startu i mety etapu wystąpiło w Tour de Pologne 1993. Wówczas kolarze finiszowali w Nowym Sączu podczas V etapu z Rzeszowa oraz startowali do VI etapu z metą w Zakopanem. Po raz ostatni miasto było gospodarzem Tour de Pologne w roku 1995. Odbył się tutaj wtedy start do VII etapu z metą w Zakopanem. W 2015 r., po dwudziestu latach przerwy, w Nowym Sączu kończył się IV etap Tour de Pologne (ze startem w Jaworznie), zaś dzień później zaczynał V etap z metą w Zakopanem. Trudny IV etap zakończył się spektakularnym zwycięstwem Macieja Bodnara.

### Większe kluby sportowe
- MKS Sandecja – piłka nożna (przez jeden sezon 2017/2018 zespół występował w Ekstraklasie), siatkówka, brydż
- MKS Olimpia-Beskid Nowy Sącz – piłka ręczna
- Dunajec Nowy Sącz – piłka nożna, kajakarstwo górskie, tenis stołowy
- Start Nowy Sącz – kajakarstwo górskie, piłka nożna[52] (zawodniczka Klaudia Zwolińska zdobyła srebrny medal Igrzysk Olimpijskich w Paryżu)
- KS Narciarnia – narciarstwo alpejskie
- SKPS Dunajec – piłka siatkowa
- LKS Zawada – piłka nożna
- KS Biegoniczanka – piłka nożna
- KS Helena – piłka nożna
- KS Jedność Nowy Sącz – piłka nożna, narciarstwo biegowe
- KS Galicja Nowy Sącz – piłka nożna
- UKS Dwójka Nowy Sącz – piłka ręczna
- RC Biało-Czarni – rugby
- Nowosądecki Klub Sportowy Karate Kyokushin
- KS Chruślice – piłka nożna, kolarstwo górskie
- KS Golden Team SKB Nowy Sącz – Boks
- KS Fight House Nowy Sącz – K1, kickboxingu, boks, BJJ, sporty walki
- KS Halny Nowy Sącz – kick-boxing, boks tajski, K-1, sporty walki[53]
- KS Zabełcze Nowy Sącz – piłka nożna
- Nowosądecki Klub Sportowy Taekwondo ITF
- UKS Żak – koszykówka
- UKS Tajfun Nowy Sącz – Klub Saneczkarski
- KTT AXIS – Klub Tańca Towarzyskiego
- Klub Karate Tradycyjnego Nowy Sącz
- Backyard Wrestling Nowy Sącz- lokalna federacja wrestlingu
- Klub Sportowy „Dexters Team” www.dextersteam.pl
- Chill Carp Team - klub wędkarski

### Obiekty sportowe
- Stadion Ojca Władysława Augustynka – piłka nożna
- Hala Widowiskowo-Sportowa – przystosowana do uprawiania dyscyplin sportowych: piłka ręczna, futsal, koszykówka, siatkówka, badminton, tenis ziemny i stołowy, unihokej
- Basen MOSiR
- Basen przy Instytucie Sportowym PWSZ
- Basen sezonowy (odkryty)
- Boiska piłkarskie: Dunajec, Start, Helena, Jedność (Piątkowa), Biegoniczanka (Osiedle Biegonice), Zabełcze, Zawada
- Stadion im. Romana Stramki (pot. międzyszkolny) – bieżnia okólna 330 m, urządzenia lekkoatletyczne, boiska do koszykówki, piłki ręcznej i nożnej
- Sala gimnastyczna – Sądeckie Towarzystwo Siatkarskie „Sandecja”
- Strzelnica – Rejonowy Ośrodek Szkolenia LOK
- Tory modelarskie – tor asfaltowy do modelarstwa samochodowego z podium
- Lodowisko – otwierane zimą przy hali basenu
- Skatepark – niezadaszony, drewniane przeszkody
- Boisko przy Jezuickim Centrum Edukacji
- Hala Sportowa przy ul. Na Rurach: piłka ręczna, futsal, koszykówka, siatkówka

## Współpraca międzynarodowa
Miasta partnerskie:
| - Hrabstwo Columbia, Stany Zjednoczone (23.10.1991) - Elbląg, Polska (8.04.1997) - Gabrowo, Bułgaria (21.05.2006) - Guadalajara - Jiaonan | - Kiskunhalas, Węgry (18.09.1993) - Narwik, Norwegia (16.06.2003) - Netanja, Izrael - Preszów, Słowacja (11.09.1992) | - Stara Lubowla, Słowacja (25.04.1995) - Suzhou, Chiny (13.06.2005) - Stryj, Ukraina (15.12.1995) - Tarnów, Polska (6.04.1991) - Troki, Litwa (2.07.1998) |

Miasta zaprzyjaźnione:
- Molise, Włochy (18.11.2003)
- Isernia, Włochy (15.11.2003)
- Tinley Park, Stany Zjednoczone (02.2008)
- Liévin, Francja (5.10.1992)
- La Baule-Escoublac, Francja
- Lipsk, Niemcy (31.08.2000)
- Avsallar, Turcja (28.07.2008)
- Guadalajara, Hiszpania (16.04.1994)
- Vranje, Serbia (25.07.2002)

## Ludzie związani z miastem
Honorowi obywatele
- W 1916 tytuł honorowego obywatela Nowego Sącza otrzymali Władysław Leopold Jaworski i Józef Piłsudski[57].